# Syngnathidae
Famille
Les Syngnathidae constituent une grande famille de poissons osseux, qui comprend les sous-familles des Hippocampinae (à laquelle appartiennent les célèbres hippocampes) et des syngnathes. Les espèces appartenant à cette famille partagent toutes une forme exceptionnelle de reproduction, la grossesse masculine.
Les chercheurs s'intéressent depuis longtemps aux relations évolutives entre les syngnathides, et les dernières décennies ont apporté de nouvelles idées sur l'évolution du groupe. L'application de méthodes moléculaires s'est révélée particulièrement efficace pour éclairer l'évolution  de la famille des Syngnathidae. Il faut noter que les études sur cette famille ont surtout été motivées par l'intérêt considérable porté à la conservation des espèces d'hippocampes et elles ont parfois tendance à négliger la majorité des variations morphologiques et écologiques constatées dans le reste de la famille.

## Caractéristiques

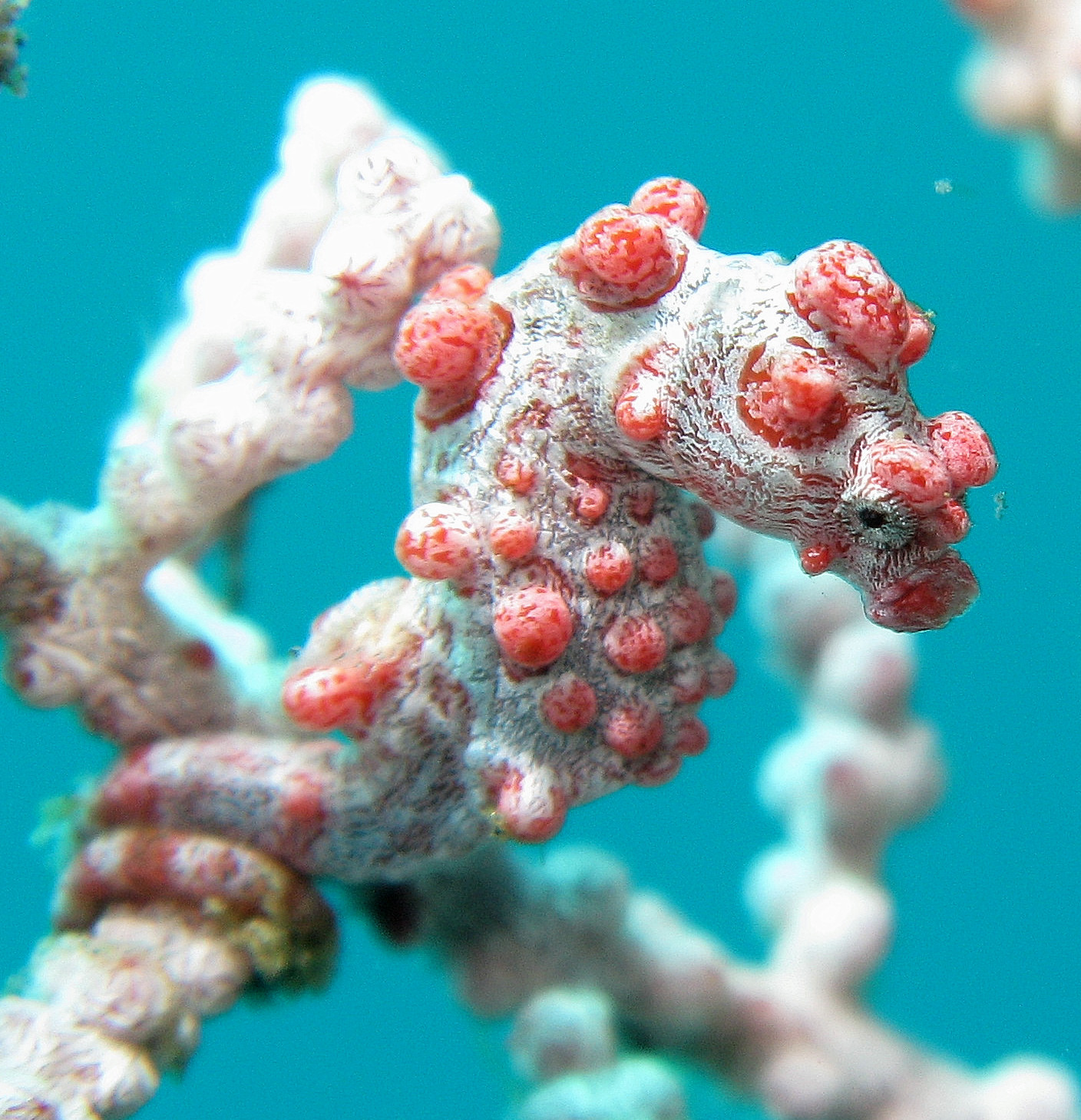
Hippocampus bargibanti, une espèce inféodée au « corail chewing-gum » (genre Muricella).

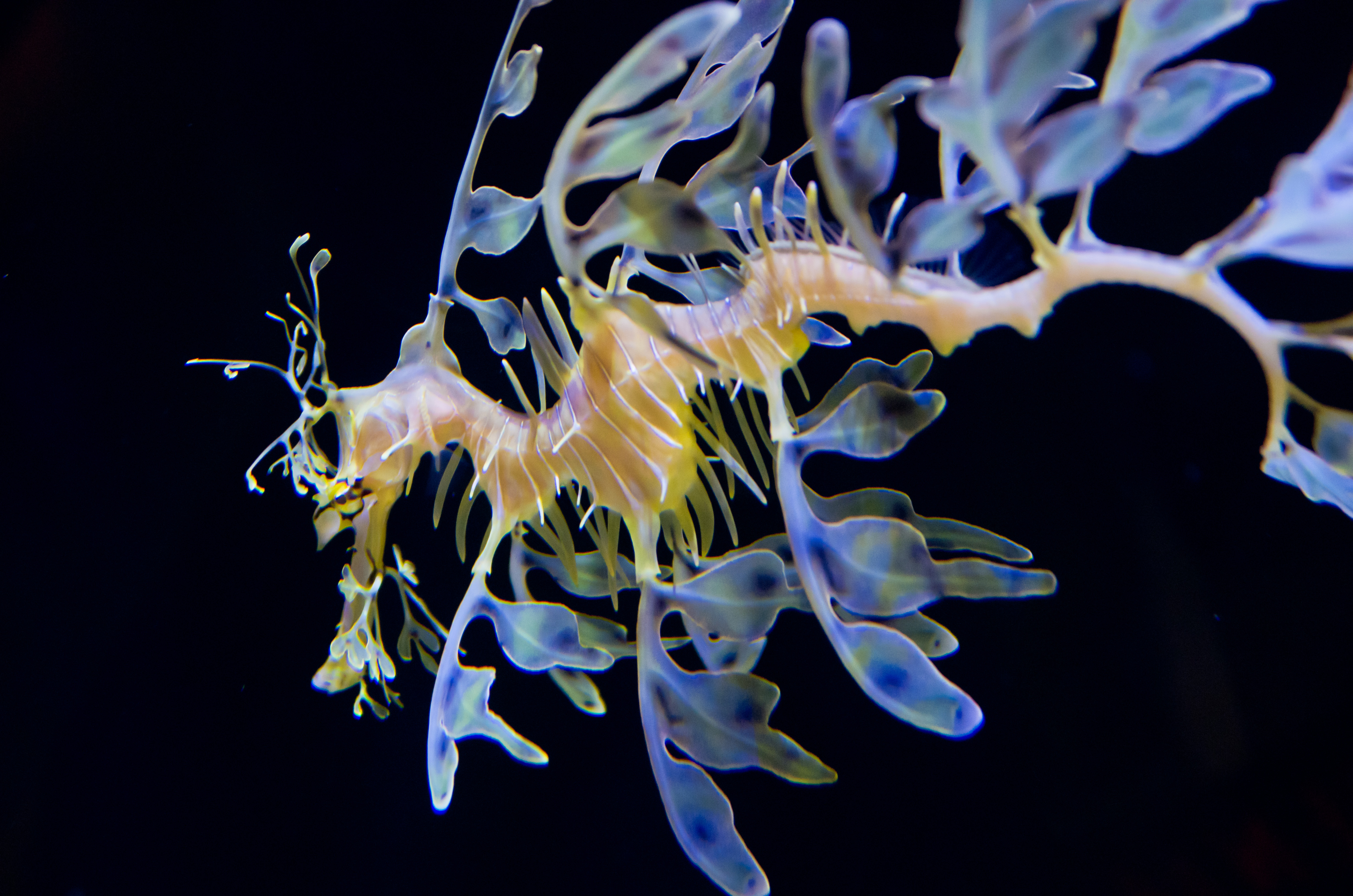
Phycodurus eques imite les algues lancéolées du sud de l'Australie.

Cette famille regroupe les espèces de poissons appelés « syngnathes » et « hippocampes ». La différence se fait dans la posture : les syngnathes sont allongés et tubulaires, alors que les hippocampes ont le corps dressé, avec une queue généralement enroulée et préhensile. Certaines espèces arborent néanmoins des formes plus ou moins intermédiaires.
Le radical du nom de cette famille (et de son genre-type) est formé à partir des mots grecs « syn », ensemble, et « gnathos », mâchoire, pour désigner des familles de poissons aux mâchoires soudées formant un museau tubulaire au bout duquel se situe une petite bouche. Ainsi, plutôt que de mâcher, ces poissons aspirent généralement leur nourriture (souvent composée de plancton) par cette sorte de trompe.
Cette famille comporte environ 300 espèces actuelles.

### Morphologie et anatomie
Toutes les espèces ont une mâchoire soudée, modifiée en sorte de trompe aspirante plus ou moins longue, et possédant une petite mandibule inférieure pouvant se refermer comme un clapet.
La nageoire dorsale est unique et courte, soutenue par 15 à 60 rayons mous, et peut vibrer très rapidement (elle est absente chez certains genres à l'âge adulte). La nageoire anale est très réduite, portée par 2 à 6 rayons ; les pectorales en comptent entre 10 et 23. Il n'y a pas de nageoire pelvienne, et la caudale est absente chez les hippocampes et certains syngnathes, parfois transformée en queue préhensile. Les plus grosses espèces atteignent 60 cm de long.

Presque tous arborent des formes et des couleurs mimétiques de leur environnement : leurs nageoires ne leur permettant pas de s'enfuir rapidement, ils se dissimulent aux yeux de leurs prédateurs en se faisant passer pour des algues ou d'autres êtres sessiles. Leur corps est également couvert de plaques osseuses, les rendant difficiles à manger pour les prédateurs. Certains arborent cependant des couleurs vives, soit pour se dissimuler dans un environnement coloré soit pour impressionner les éventuels prédateurs. 

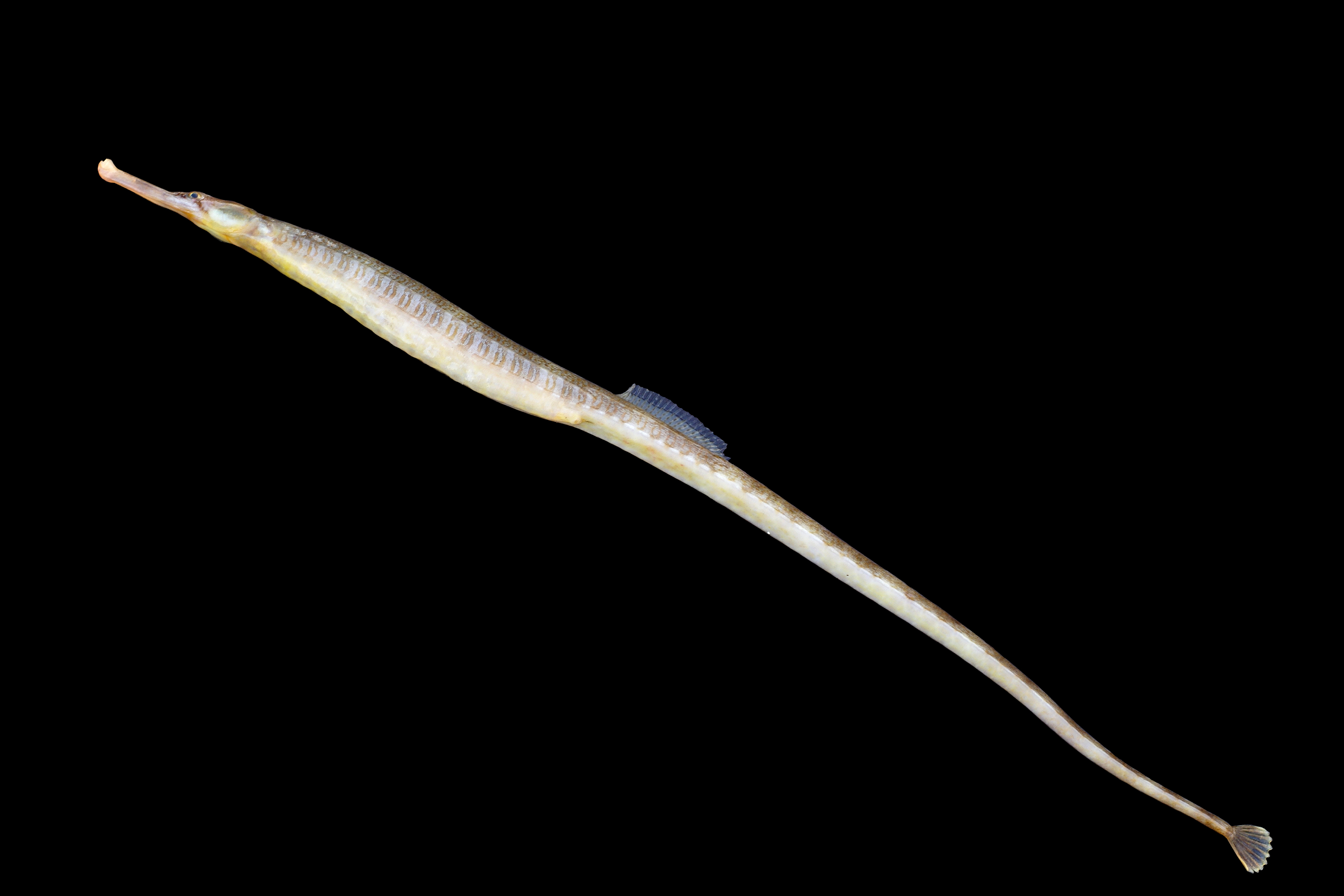
Les syngnathes sont des « hippocampes droits »
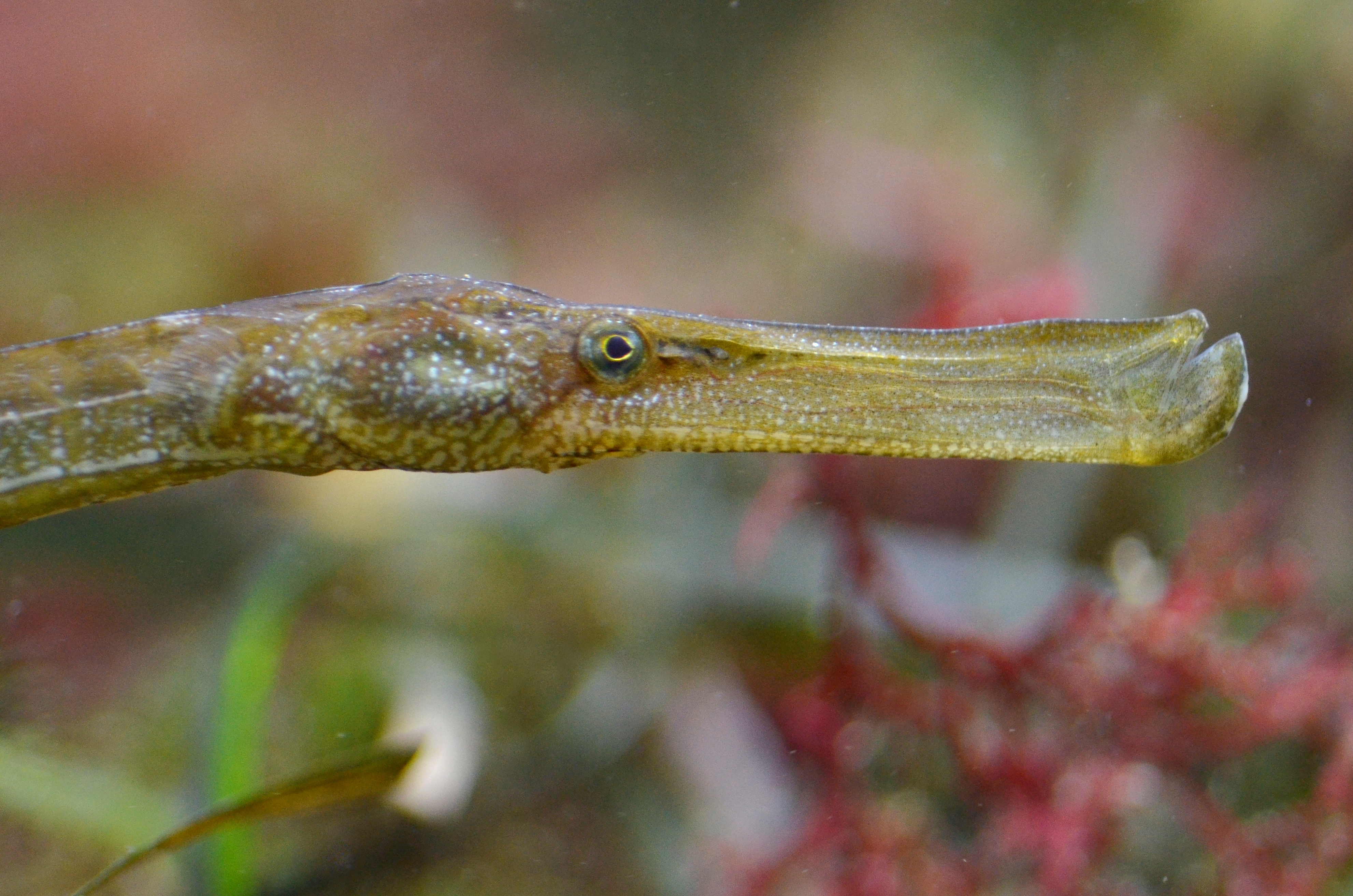
Gros plan sur la tête d'un Syngnathus typhle
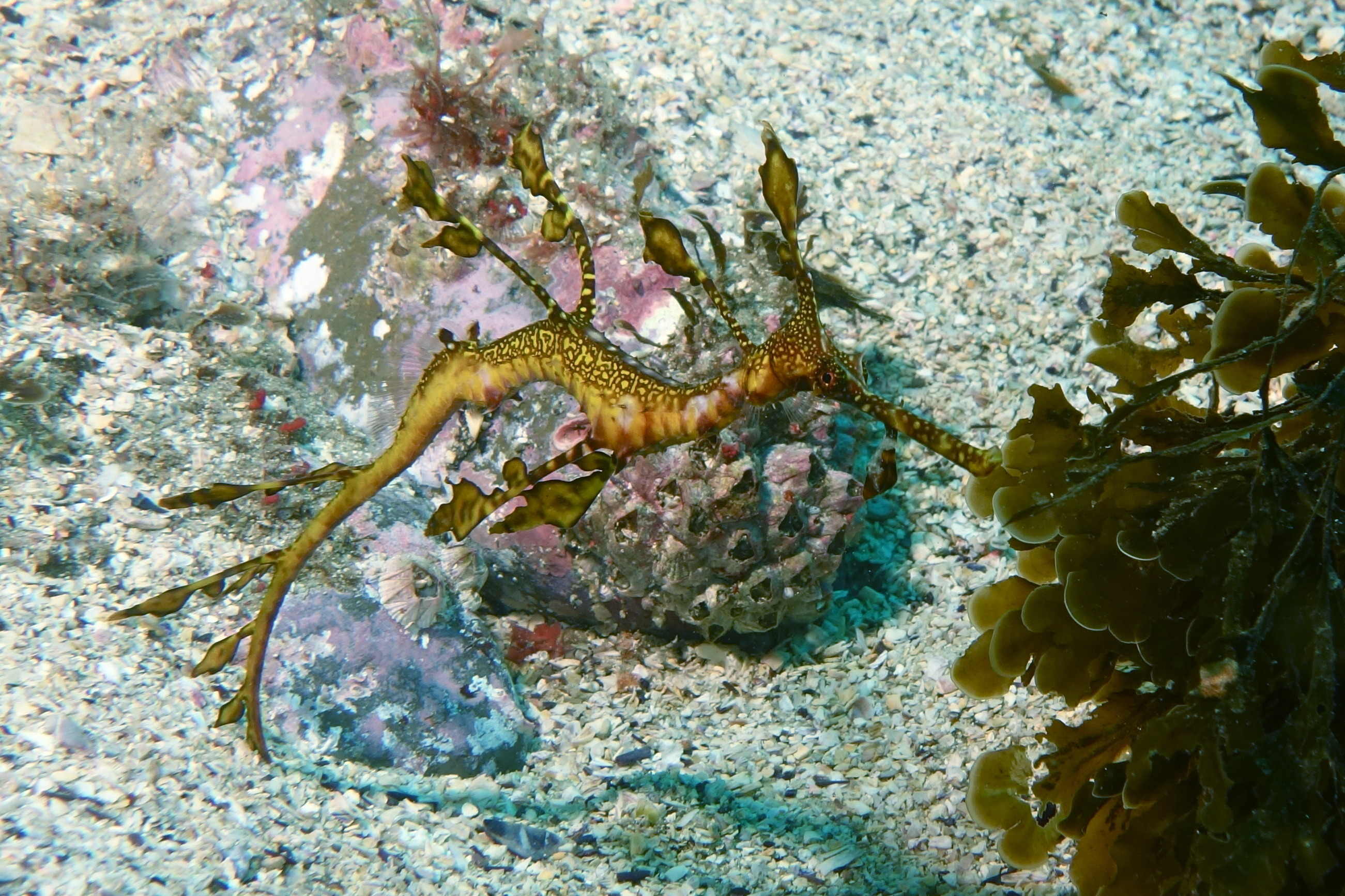
Certaines espèces comme ce Phyllopteryx taeniolatus peuvent arborer des formes complexes et des couleurs vives.

## Écologie et comportement
La plupart des espèces vivent à faible profondeur, rarement loin du fond ou des éléments fixes dans lesquels ils peuvent se protéger (principalement des algues).
Ce sont essentiellement des poissons marins, même si quelques espèces supportent les eaux saumâtres. On trouve la plupart des espèces dans les eaux tropicales des trois principaux bassins océaniques, mais certaines sont adaptées aux eaux tempérées (par exemple en Europe atlantique).
Sur le plan biologique, ces poissons sont notamment singularisés par le fait que ce sont les mâles qui effectuent la gestation des œufs pondus par les femelles dans leur poche ventrale,.

### Habitat et répartition
La famille des syngnathidae est répartie tout autour du monde dans plus de 130 pays, on les retrouve principalement le long des côtes ou dans des écosystèmes spécifiques. On détermine leur habitat en fonction de trois critères : la présence de nourriture, de supports sur lesquels ils peuvent s’accrocher ainsi que la possibilité de se camoufler dans l’environnement.
Jusqu’à peu, on pensait que les espèces de ce taxon vivaient principalement près de côtes du continent, dans des herbiers (des zones protégées des forts courants marins qui abritent une multitude d’espèces en plus des syngnathes.) Ces niches écologiques leur procurent protection et nourriture, les nombreuses plantes de ses milieux leur permettent de s’y camoufler, c’est pourquoi un syngnathidé aura souvent une apparence qui ressemble à l’environnement dans lequel il vit. Leur population au sein de l’habitat fluctue au fil de l’année,
Cette famille se camoufle par homotypie ou homochromie, par exemple la présence d’excroissances ou de filaments cutanés, comme sur l’hippocampe moucheté, leur permettent de se fondre dans le milieu dans lequel ils vivent. Un autre exemple, l’hippocampe des sargasses, Phyllopterys eques, qui se rend pratiquement invisible grâce à ses très longues excroissances cutanées, qui le font ressembler à une algue.

#### Europe
En Europe, on retrouve la famille des syngnathidés dans les herbiers, principalement situés en Méditerranée. Cependant, il y a aussi des niches écologiques sur la côte Atlantique française, comme le bassin d’Archachon. On en retrouve en Mer du Nord, dans la Manche, ainsi que dans les milieux lagunaires ( Lagune de Venise, Lagune de Hiddensee, Lagune de Courtland,...),...
La mer Baltique abrite certains syngnathes comme le Siphonostome ( Syngnatus typhle)  observé en Pologne . Si les syngnathes ont déjà été observés dans cette mer ce n’est pas le cas des hippocampes.
Des syngnathes ont été observés dans les rivières européennes, comme le Syngnathes des rivières Syngnathus abaster, observé en France.
En Grande-Bretagne, on rapporte la présence de deux espèces le long des côtes, le “Spiny Seahorse” ( Hippocampus Guttulatus) et le “Short Snouted Seahorse” (Hippocampus Hippocampus ).

#### Amérique du Nord
Les syngnathes sont majoritairement observés le long de la côte Est des Etats-Unis, tout autour de la Floride et des îles de la mer des Caraïbes. On les retrouve aussi dans les coraux des Bahamas ou dans les mangroves de la mer des Caraïbes et du golfe du Mexique.
Une espèce  de ces côtes est l’Hippocampe nain (Hippocampus zosterae).

#### Amérique du Sud
On retrouve cette famille à des nombreux endroits autour du continent sud-américain, avec des populations fort dispersées. On les localise dans les eaux basses assez chaudes, dans les coraux, herbiers et mangroves. Ces dernières sont particulièrement présentes tout le long de la côte Est du Mexique jusqu’à la fin du Brésil.

#### Océanie
Si on retrouve principalement les syngnathidés dans les champs de coraux  australiens, ils sont aussi présents dans les eaux estuaires de Nouvelle-Zélande, d'Australie et de Tasmanie
s'il existe une énorme diversité de ce taxon dans cette région,  cette famille  n’a  été que partiellement explorée. Citons la présence d' une espèce endémique, l’hippocampe à gros ventre, Hippocampus abdominalis qui a été observé autour des trois pays déjà cités.
On peut aussi en retrouver dans les rivières du plus grand continent, comme le Microphis brachyurus ( Short-tail River Syngnathe), il a été observé au Cap York, Queesland dans les ruisseaux et les rivières. Cette espèce a un stade larvaire marin, tandis que les adultes peuvent être retrouvés  dans les estuaires.

#### Afrique
Sur ce continent la famille des syngnathes est fort observée autour de Madagascar ainsi que les îles des seychelles, Comores et l’île Maurice. La présence d’un de leurs habitats, la Mangrove, tout le long de la rive gauche de Madagascar et de la côte Est du continent, de l’Afrique du Sud au début de la Somalie, procure des zones de protection et reproduction pour les espèces de cette famille. On retrouve aussi des mangroves dans le golfe de Guinée, des observations de syngnathes y ont déjà été faites selon le Global information facilities.
Les syngnathes d’eau douce sont aussi présents en Afrique. La dernière observation de syngnathes d’eau douce sur le continent africain a été faite en février 2018 au Suriname dans le principal fleuve du pays. L’espèce observée était Microphis brachyurus lineatus.

Asie (à compléter)

Antarctique (à compléter)

### Alimentation
Le régime alimentaire des syngnathidés varie selon les saisons et la géographie en raison des différences d’abondances et de composition des proies. Il se compose principalement de copépodes pour les juvéniles, puis la gamme de proies s’élargit lorsqu’ils grandissent. À l’âge adulte, on retrouvera dans leur régime beaucoup de petits crustacés tels que des amphipodes, des décapodes, des mysidacés et des caridés, mais aussi du benthos, des organismes planctoniques, des œufs de poissons et des larves.
Le système digestif rudimentaire de ces animaux et la petite taille des proies qu’ils ingèrent les oblige à se nourrir fréquemment. La chasse occupe alors une grande partie de leur temps. Ils sont ainsi capables de manger quotidiennement jusqu’à 3000 crustacés microscopiques .
Les syngnathidés ont des mâchoires soudées en un tube allongé, fonctionnant comme une pipette aspirante. Bien que les mécanismes d’alimentation varient selon les espèces, elles partagent des caractéristiques communes.
En se déplaçant exclusivement avec leurs nageoires dorsale et pectorale, voire caudale pour certains syngnathes, ces animaux sont relativement lents. Mais les oscillations très rapides de leurs nageoires leur permettent de manœuvrer furtivement et précisément leur corps. Malgré leur lenteur, ils font partie des prédateurs les plus rapides de tous les poissons. En effet, les syngnathidés ont élaboré des techniques de chasse surprenantes : ils sont capables de capturer leurs proies entre 3 et 8 millisecondes après avoir lancé l’attaque. Leur technique de chasse se divise en trois étapes :
1. La phase de préparation
2. La phase d'expansion
3. La phase de récupération

Pendant la phase de préparation, le syngnathidé doit orienter sa bouche au plus près de sa proie. Pour éviter de la faire fuir, une approche lente sera nettement plus efficace qu’une approche rapide. La morphologie de sa tête est conçue pour limiter la perturbation des fluides lors d’une attaque, et réduit donc les chances d’être détecté. Cet attribut lui permet donc de réduire le plus possible sa distance d’attaque en rapprochant son museau à quelques millimètres de sa proie. Une fois assez proche, sa bouche est propulsée vers la proie en moins de 10 millisecondes, ce qui est beaucoup plus rapide que la latence de réaction de celle-ci.
La présence ou l’absence d’une queue préhensile affecte leur stratégie de chasse et le type de proie recherchée. S'ils peuvent s’agripper, grâce à une queue préhensile, à une algue, un corail ou tout autre support, les syngnathidés restent immobiles et profitent de leur camouflage pour ne pas se faire repérer. Ils attendent alors qu’une proie s’approche d’eux pour passer à l’attaque. C’est, par exemple, le cas pour la plupart des hippocampes. Cette technique est appelée “Sit-and-wait”. En plus de leur camouflage, les oscillations de leurs nageoires transparentes sont tellement rapides qu’elles en deviennent invisibles, ce qui assure davantage la discrétion de l’animal. Les poissons possédant une nageoire caudale mais pas de queue préhensile, y compris la plupart des espèces de syngnathes, ne peuvent pas s’agripper et doivent donc se déplacer activement dans l’eau à la recherche de proies, ce qui fait d’eux des chasseurs plus mobiles. Les dragons de mer, quant à eux, n’ont ni nageoire caudale, ni queue préhensile.
Lors de la phase d’expansion, le crâne du syngnathidé se dilate latéralement, et l’hyoïde, un complexe osseux en forme de V sur le côté inférieur du museau, se déplace brutalement. Le couplage de ces deux mouvements provoque une accumulation de pression négative, permettant ainsi au poisson d’aspirer sa proie.
Après avoir attaqué, la tête et l’os hyoïde du poisson reviennent à leur position initiale : c’est la phase de récupération. Cette étape dure en moyenne une seconde.
Au niveau de la tête, une des principales différences entre les syngnathes et les hippocampes est leur museau. De nombreux syngnathes ont un museau relativement plus long et plus fin que les hippocampes. La forme de celui-ci est liée à la mobilité des proies consommées. En effet, un museau plus long est mieux adapté à la capture de proies plus mobiles. En outre, la taille des proies consommées par les syngnathidés correspond souvent à la taille de leur bouche. Au début de leur vie, les syngnathidés se nourrissent d’un nombre limité de proies en raison de leur bouche étroite. En grandissant, celle-ci s’élargit et leur permet de se nourrir d’une plus large gamme de proies.
Les syngnathidés sélectionnent de préférence des proies mal positionnées ou colorées dans les essaims car elles sont aisément repérables et plus facile à suivre. Une fois repérée, le prédateur fixe la proie avec ses deux yeux, qu’il est capable de bouger indépendamment l’un de l’autre. Il peut ainsi scruter ses proies d’un œil et surveiller les alentours de l’autre, pour y détecter un éventuel danger.
Certains syngnathidés ont développé des camouflages surprenants pour se dissimuler dans leur environnement et surprendre leurs proies, comme, par exemple, les Mitotichtys (en) imitant les algues, les Vanacampus (en) dont le camouflage imite parfaitement la couleur et la texture du sol, ou encore le Phycodurus eques, dont le corps est couvert de protubérances semblables aux algues fréquentes de son milieu. Ces camouflages leur permettent d’être pratiquement invisibles pour leurs proies, mais aussi pour leurs prédateurs.
L’habitat influence la stratégie de chasse des syngnathidés ainsi que leur régime alimentaire. Une zone avec une grande densité d’herbiers favorisera ces poissons à adopter une stratégie de chasse plus sédentaire et à consommer des proies moins mobiles, tandis qu’une zone avec une végétation plus limitée poussera ces animaux à abandonner la stratégie sédentaire pour chercher des proies en se déplaçant.
La satiété influence également la technique de chasse. Quand ils sont rassasiés, les syngnathidés disposant d’une queue préhensile préfèrent un mode de chasse sédentaire afin de conserver leur énergie. Mais s'ils sont affamés, ils abandonneront cette stratégie sédentaire pour se déplacer activement à la recherche de proies.
Enfin, l’abondance de proies impactera aussi la stratégie de chasse. Si la disponibilité en proies est élevée, le syngnathidé aura tendance à adopter un mode de chasse sédentaire, tandis qu’une faible disponibilité en proies poussera l’animal à nager pour chercher de quoi se nourrir.

### Reproduction
La reproduction des syngnathidés est unique en son genre puisque c’est le mâle qui porte toutes ses progénitures. La maturité sexuelle de celui-ci varie d'une espèce à l'autre, et s'exprime généralement en taille. Lorsqu’un mâle et une femelle se rencontrent, ils entament leur parade nuptiale avec une danse qui peut durer plusieurs minutes à plusieurs heures. À ce moment-là, c’est la femelle qui porte les œufs. Pendant l’accouplement, le mâle frotte son corps contre la femelle pour la stimuler à libérer ses œufs. Elle va alors s’exécuter en les déposant sur ou dans une structure d'incubation spécialisée située sur l’abdomen ou la queue du mâle ; c’est la seule contribution que la femelle apporte dans la reproduction. Les œufs sont alors aussitôt fécondés par le mâle. La manière dont la femelle transfère les œufs au mâle varie en fonction de l’espèce et du type de poche ventrale.
Chez l’hippocampe, par exemple, la femelle enfonce son oviducte dans la poche ventrale du mâle et pond par brèves saccades, pour ne pas s’épuiser. Le ventre du mâle se remplit progressivement. Une fois la ponte terminée, le mâle se fixe sur un support, à l’aide de sa queue préhensile, et attend. Son corps va se mettre à produire de la prolactine, la même hormone qui déclenche la lactation chez les femmes enceintes. Cette hormone permet à l’hippocampe de fournir de l’oxygène dans sa poche incubatrice. Des capillaires assurent le transfert de substances nutritives aux œufs. La poche est remplie d’eau salée, permettant aux petits hippocampes d’être parfaitement préparés à leur environnement aquatique dès l’éclosion. Chez l'espèce Hippocampus reidi, le mâle atteint la maturité sexuelle pour une taille d'environ huit centimètres, ce qui correspond à un âge de huit mois.
Chez le syngnathe zébré, ou Dunckerocampus dactyliophorus, qui ne dispose pas de poche ventrale complexe comme les hippocampes, les œufs sont déposés sur l’abdomen du mâle, restant ainsi parfaitement visibles. Le mâle atteint sa maturité sexuelle pour une taille d'une dizaine de centimètres.
Le trait caractéristique des syngnathidés est la poche ventrale incubatrice située sur le corps ou la queue du mâle. Le mâle fournit tous les soins parentaux après la fécondation et possède des adaptations morphologiques et physiologiques pour osmoréguler, aérer et même nourrir les embryons en développement. Bien que toutes les espèces de syngnathidés soient adaptées aux soins paternels, la structure d'incubation varie selon les espèces. Selon le degré de complexité de la poche ventrale et la manière dont les œufs sont attachés à l’intérieur de cette poche, les hippocampes et syngnathes se divisent en quatre groupes :
1. Les œufs sont situés dans une poche ventrale, la plus complexe des syngnathidés, ouverte sur l’extérieur via un orifice. C’est le cas des Hippocampes.
2. Les œufs sont situés dans une matrice spongieuse et isolés de l’environnement par des plis cutanés, collés les uns aux autres pour former une poche ventrale. C’est le cas des Syngnathus.
3. Les œufs sont enfoncés dans une matrice spongieuse sur la surface dorsale du mâle. Les plis cutanés de la queue sont étroits, ne sont pas collés les uns aux autres et ne couvrent donc pas entièrement les œufs et les embryons en développement. C’est le cas des Corythoichthys.
4. Les œufs sont libres et se situent sur la face ventrale du mâle. Les embryons sont entièrement ouverts. C’est le cas des Nerophis et des Syngnathoides.

Au niveau comportemental, on observe des similitudes entre de nombreuses espèces parmi les syngnathidés. Après la fécondation, la femelle ne s’installe pas et quitte le mâle, mais lui rendra visite quotidiennement afin de s’assurer que leur lien est maintenu. Les petits, quant à eux, seront indépendants dès l'éclosion. Le mâle prend en charge les œufs dès qu’ils sont pondus, et la femelle peut commencer à produire immédiatement le lot suivant. Après l’éclosion et la naissance des petits, elle pourra transférer ses nouveaux œufs dans ou sur la poche incubatrice du mâle.
La naissance des jeunes syngnathidés varie également selon les espèces et le type de poche incubatrice. Chez l’hippocampe, par exemple, l’éclosion a lieu à l’intérieur de la poche ventrale complexe de l’animal. Le mâle expulse ensuite les petits de sa poche ventrale par de puissantes contractions. Les jeunes syngnathes, eux, ne sont pas expulsés comme chez les hippocampes, mais quittent d’eux-mêmes la poche paternelle située sur l'abdomen du mâle.

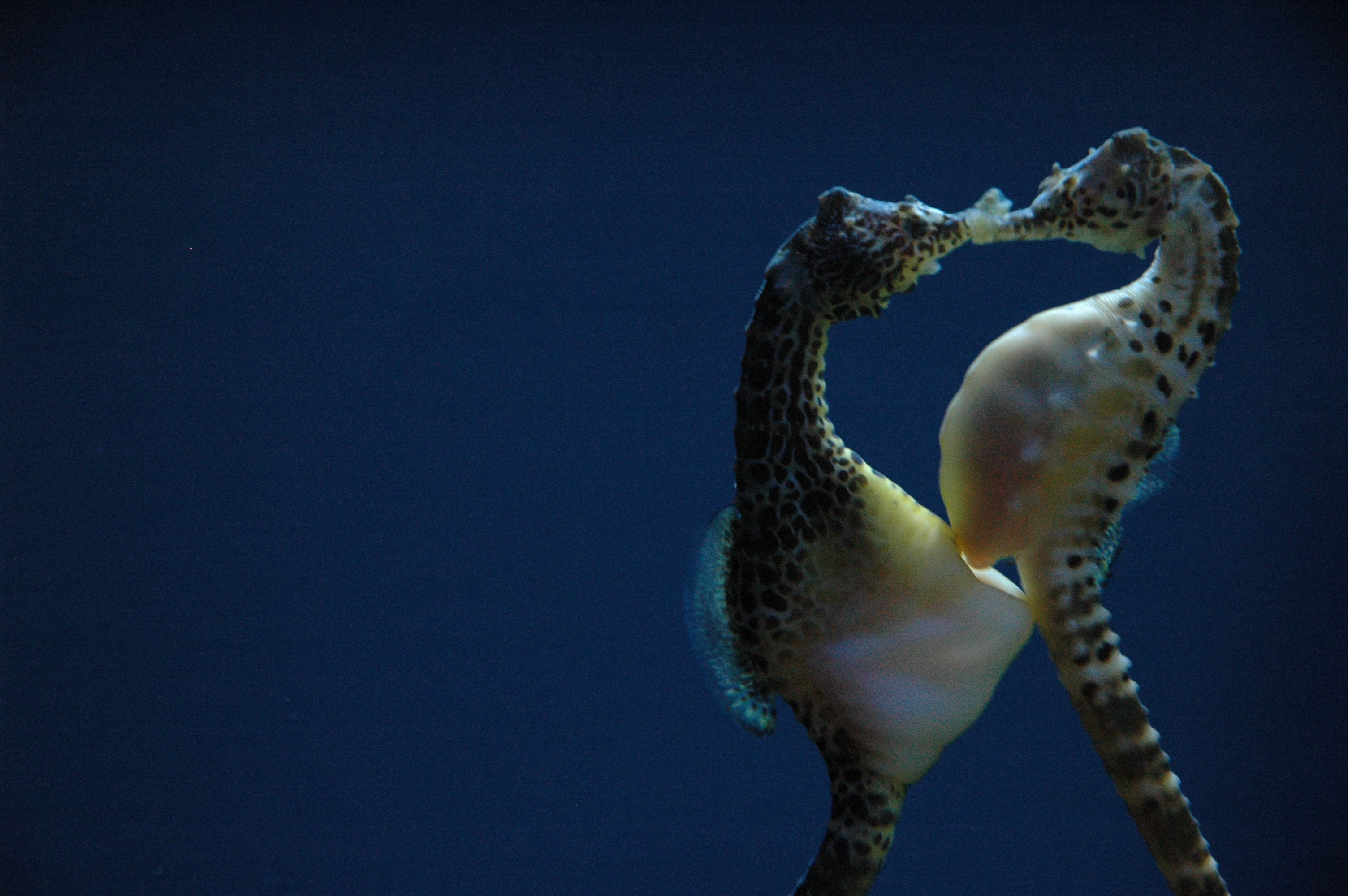
Accouplement d'Hippocampus abdominalis. Le mâle est à gauche.
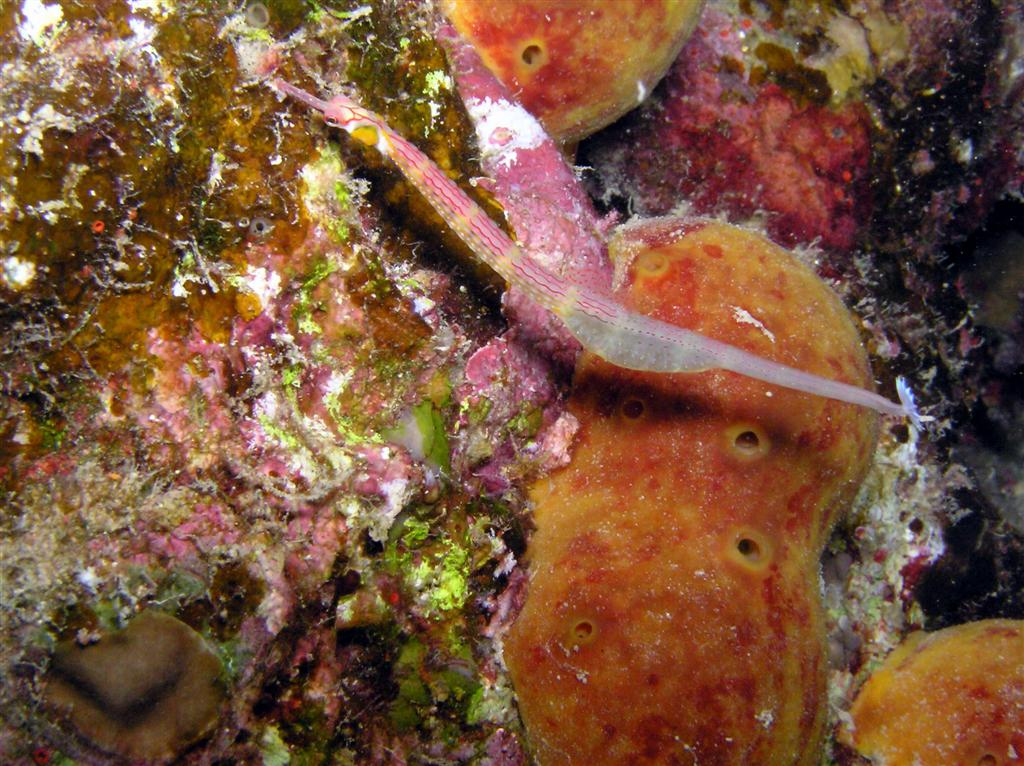
Corythoichthys nigripectus (mâle) portant ses œufs
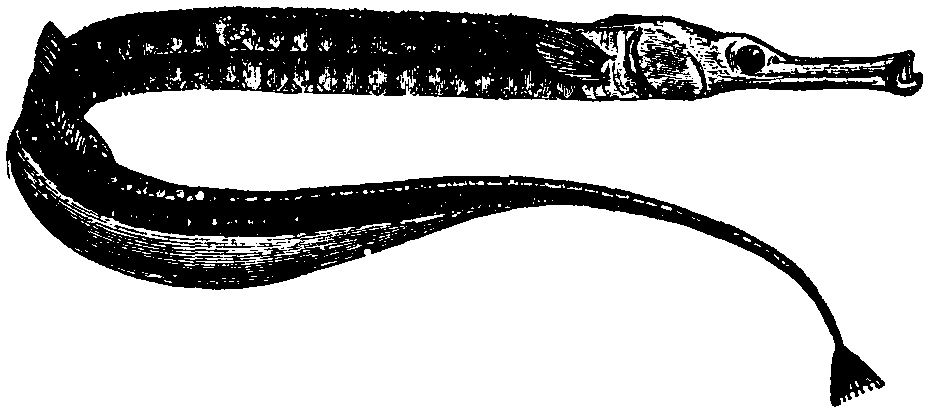
Syngnathus acus (mâle), avec une poche sous-caudale (en dessous de la queue)
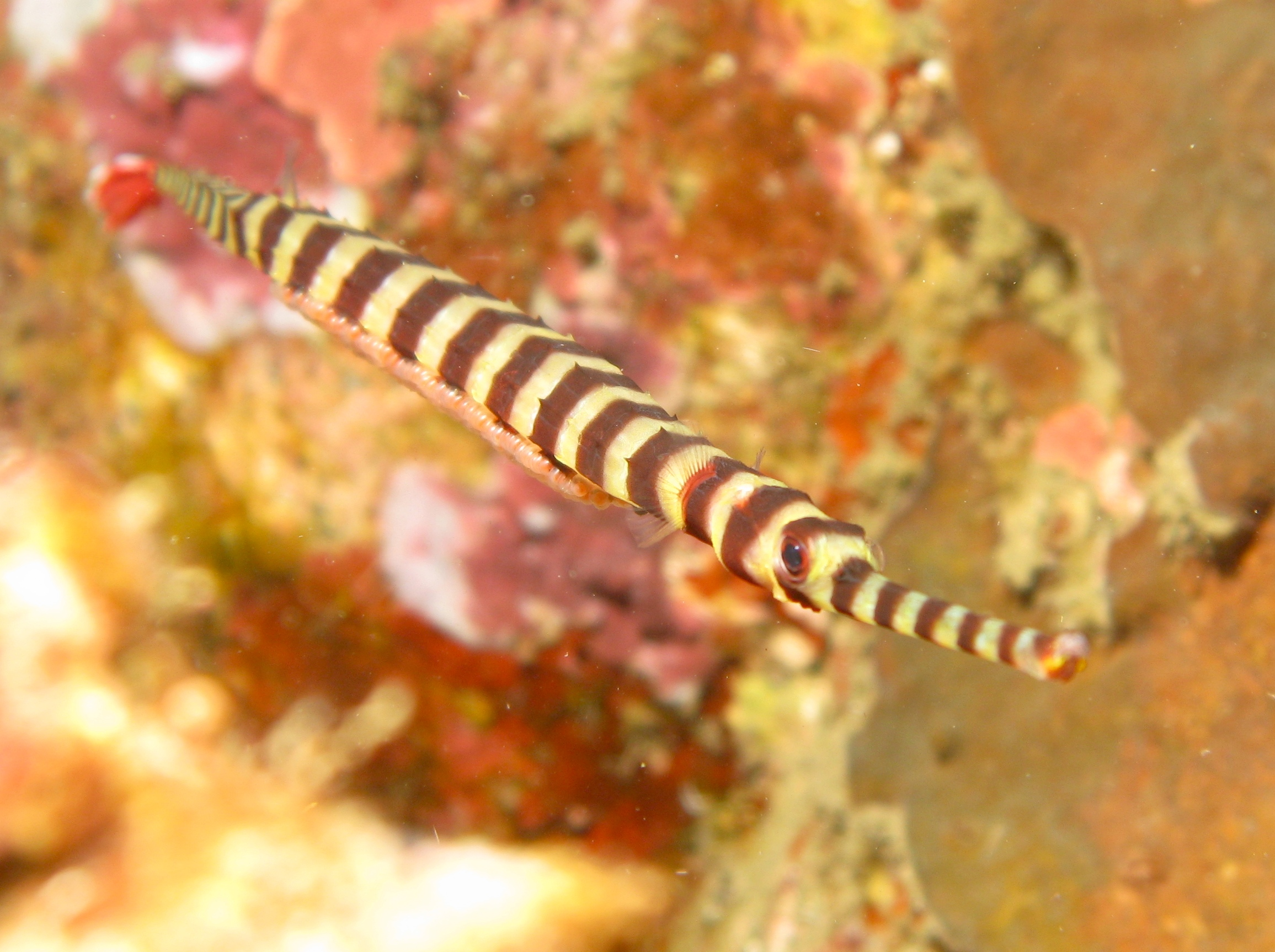
Dunckerocampus dactyliophorus mâle, avec des œufs "libres" sous son ventre

### Migration
En effet, leur mode de vie, leur façon de s’alimenter, et leur sensibilité aux hautes mers et écosystèmes moins protecteur que les herbiers, mangroves et lagunes font pencher la balance de réflexion vers une sédentarité des espèces à leur lieu de naissance. Cependant, certains observations montrent des fluctuations dans les populations de syngnathes et hippocampes au fil des saisons.

## Classification (taxinomie, systématique, classifications, phylogénie)
L’ordre de Syngnathiformes regroupe des poissons qui sont morphologiquement distincts, avec de nouveaux modes de locomotion, de reproduction et d’alimentation. Il est important de noter que cet ordre de poissons n’est pas reconnu par tous les auteurs. Il est reconnu par WRMS, FishBase, Catalogue of Life et TPDB. L’association ITIS et l’institut NCBI n’utilisent pas cet ordre. Le ITIS reconnait l’ordre des Gasterosteiformes dans lequel il considère le sous-ordre des Syngnathoidei. Le NCBI, quant à lui, reconnait également l’ordre des Gasterosteiformes dans lequel il distingue les sous-ordres Gasterosteoidei et Syngnathoidei. Selon les auteurs, les différentes familles de poissons sont classés dans ces ordres ou sous-ordres. Les explications qui suivent utilisent la classification reconnue par le WRMS qui distingue, au sein du super-ordre des Acanthopterygii, entre autres les deux ordres des Gasterosteiformes et des Syngnathiformes.
L'ordre des Syngnathiformes comprend un certain nombre de familles caractérisées par un museau allongé en forme de tube avec de petites mâchoires à l'extrémité et comprend traditionnellement les familles suivantes : Aulostomidae (poisson trompette), Centriscidae (crevettes et bécassines), Fistulariidae (poisson cornet), Solenostomidae (poisson pipe fantôme) et Syngnathidae (hippocampes, poisson pipe et dragons). Les Pegasidae (poissons-marins) ont souvent été considérés comme des parents proches des Syngnathiformes en raison d'un certain nombre de caractéristiques, notamment la structure de leurs filaments branchiaux et la possession d'une armure osseuse[réf. incomplète].
Les traits morphologiques, notamment la présence d'une armure et l'absence de côtes pleurales chez certains taxons, a conduit à l'association des Syngnathiformes avec les Gasterosteiformes, qui comprend les familles Aulorhynchidae (tubesnout), Gasterosteidae (épinoche), Hypoptychidae (lançon) et Indostomidae (épinoche blindée). L'histoire de la phylogenèse et des travaux taxonomiques sur ce groupe est riche, avec de nombreuses combinaisons possibles de relations entre les lignées Syngnathiformes et Gasterosteiformes.
Les Syngnathidae sont de loin la famille la plus étudiée parmi les Syngnathiformes et ils sont devenus un système modèle pour l’étude de la sélection sexuelle et de l’inversion des rôles sexuels. La famille des Syngnathidae comprend de nombreuses espèces marines qui ont toutes en commun une forme exceptionnelle de reproduction, la grossesse masculine. Outre leur comportement reproductif unique, les Syngnathidae sont connus pour leur adaptation exceptionnelle au niveau de leurs comportements alimentaires ainsi que pour leur morphologie hautement spécialisée[réf. incomplète]. Il existe une grande diversité des formes morphologiques au sein de ce groupe, ce qui a considérablement compliqué la compréhension de leurs origines évolutives et de diversification.

### Analyses morphologiques[20]
Les chercheurs s’intéressent depuis longtemps aux relations évolutives entre les poissons appartenant à l’ordre des Syngnathiformes. Carl von Linné codifia en 1758 le concept prédominant d’une séparation entre Gasterosteiformes et les Syngnathiformes dans la dixième édition de son principal ouvrage, Systema Naturæ. Il reconnut les Syngnathus (syngnathes) qu’il nomma et décrivit les hippocampes ainsi que les poissons-pipes. Dans le cadre de l’édition finale de son ouvrage Systema Naturae, Linné réalisa une révision majeure de sa classification : il rassembla les Syngnathiformes Centriscus, Syngnathus et Pegasus ensemble dans la catégorie Amphibia Nantes, reflétant sa croyance erronée que tous ces poissons possédaient à la fois des poumons et des branchies, une affirmation qui a laissé perplexe nombre de ses contemporains. Ces regroupements systématiques de Linné furent maintenus pendant près d'un demi-siècle. Seulement quelques changements mineurs au niveau de la nomenclature taxinomique eurent lieu au cours de cette période.
Plus tard, en 1816, l’anatomiste français Georges Cuvier proposa une classification des poissons en groupes naturels sur base de caractères uniques. Il plaça les Gasterosteiformes dans trois lignées largement séparées et créa deux nouveaux groupes importants : les Lophobranches et "Les Bouches en Flute". Les Lophobranches de Cuvier réunissait les Pegasidae, les Solenostomidae et les Syngnathidae, tandis que les “Bouches en Flûte" comprenaient les Aulostomidae et les Centriscidae, marquant, pour la première fois une association étroite entre ces deux lignées. Accompagné de Achille Valenciennes, son successeur et élève, ils rédigèrent aux alentours de 1829 la plus importante iconographie sur les poissons publiée au XIXe siècle, l’Histoire naturelle des poissons (1828-1848). Ils placèrent temporairement les Gasterosteidae dans un groupe principalement scorpéniforme, préfigurant les idées actuelles d'affinités scorpéniformes basées sur des données moléculaires.
En 1831, Charles Lucien Bonaparte, zoologiste français, dans son “Giornale Arcadico di Scienze Lettere ed Arti 52” nomme, pour la première fois, la famille des Syngnathidae au sein des Lophobranchii qui regroupe les Syngnathus de Linné, les Hyppocampus de Cuvier et les Solenostomus de Bernard Germain de Lacépède.
De nombreuses analyses morphologiques furent menées par des chercheurs donnant lieu à diverses hypothèses relatives aux origines évolutives des poissons appartenant au groupe des Syngnathiformes. Après la description de nombreuses nouvelles espèces de syngnathes au cours du 18e siècle et au début du 19e siècle, la première description systématique du groupe a été publiée par le naturaliste Johann Jakop von Kaup en 1856, qui a tenu compte de l'emplacement et du degré de développement de la poche à incubation mâle en divisant la famille des Syngnathidae en quatre sous-familles : celle des Doryrhampinae, Nerophinae, Hippocampinae et des Syngnathinae.
Des auteurs ultérieurs ont adopté ce système de classification, et bien que plusieurs auteurs aient utilisé un système différent de classification des Syngnathidae, ces quatre sous-familles sont toujours utilisées aujourd'hui. Cependant, seules les deux sous-familles des Hippocampinae et des Syngnathinae sont souvent retenues. Dans ces deux sous-familles, les études ont été principalement limitées aux deux genres les plus riches en espèces : les hippocampes correspondant au genre Hippocampus et les poissons-tuyaux du genre Syngnathus.
Duncker, en 1915, reconnut que les syngnathes pouvaient être divisés en deux groupes principaux en fonction de l'emplacement de la poche à incubation mâle. Ses Gastrophori (littéralement, portant l'abdomen) et Urophori (portant la queue) ont été divisés en six sous-familles selon la complexité des structures de incubation des mâles. Malheureusement, l’ouvrage Revision der Syngnathidae prévu par Duncker n'a jamais été publié, et sa riche collection de poissons syngnathides conservée au Musée d'histoire naturelle de Hambourg, en Allemagne, a été perdue lors du bombardement de la ville en 1939-45.

### Analyses moléculaires[25]
L’apparition d’analyses moléculaires a fait apparaître des incohérences au niveau des analyses basées sur la morphologie des poissons. Les marqueurs moléculaires, et en particulier l'ADN mitochondrial, ont permis de mieux comprendre la distribution et l'évolution d'un large éventail de taxons animaux. Ils ont permis de comprendre à la fois le moment approximatif et les taux relatifs de diversification chez de nombreuses espèces de poissons. En contraste avec ce qu’il était ressorti des analyses morphologiques, des ensembles de données moléculaires à grande échelle avec un large échantillonnage taxinomique ont systématiquement rejeté une relation étroite entre les Syngnathiformes et les Gasterosteiformes[réf. incomplète].
Ces dernières années a donc eu lieu une véritable révolution au niveau de la classification phylogénétique. Des ensembles de données moléculaires à grande échelle révèlent des réarrangements inattendus mais répétables de clades qui étaient auparavant considérés comme des lignées disparates. Une des clades de poissons la plus surprenante ayant été découverte grâce à des jeux de données moléculaires à grande échelle est celle relative aux Syngnathiformes. Cette clade regroupe les lignées de familles Syngnathiformes traditionnelles à long museau (Aulostomidae, Centriscidae, Fistulariidae, Solenostomidae, Syngnathidae), à un ensemble diversifié de poissons largement associés au benthos dont les Callionymoidei (dragonnets), les Dactylopteridae (grondins volants), les Mullidae (poissons-chèvres) et les célèbres Pegasidae qui étaient auparavant dispersés dans trois ordres. Le réarrangement surprenant mais répété de ces familles que l'on croyait auparavant associées à des âges linéaires disparates parmi les Scorpéniformes, les Perciformes et les Gastérostéiformes dans cette nouvelle clade syngnathiforme a été l'un des principaux bouleversements de la phylogénétique moléculaire moderne pour les poissons.

## Fossiles
Tous les poissons de la famille des Syngnathidae possèdent un squelette dermique composé de plaques corporelles. Grâce à cette caractéristique, ce groupe est relativement bien représenté dans les archives de fossiles marins. La disponibilité d'une riche collection de fossiles est une condition préalable essentielle pour les études visant à déterminer les origines évolutives d'un groupe. L’analyse de ces fossiles combinée avec des données moléculaires, permettent de fournir un cadre temporel dans lequel il est possible d’étudier à la fois l’origine et le mode de diversification de la famille.
C'est dans les régions de la mer Méditerranée et de la mer Noire que l'on trouve le plus de fossiles de Syngnathidés. Un grand nombre de fossiles de l'Oligocène et du Miocène ont également été collectés sur des sites de Paratéthys en Europe centrale. En plus de cette riche collection de fossiles européens, des fossiles de trois espèces de syngnathes ont été prélevés dans les formations de Modelo et de Puente, dans le sud de la Californie. Il existe actuellement une certaine confusion au niveau du placement taxinomique de nombreux fossiles de syngnathes, et un débat considérable entoure la classification de certains fossiles découverts ces dernières années.
Les plus anciens fossiles de Syngnathidae datent du début de l'Éocène, c’est-à-dire il y 48 à 50 millions d'années avant aujourd'hui, et la majorité de ces taxons fossiles ont été prélevés au Monte Bolca en Italie du Nord qui est l’un des tout premiers gisements de fossiles connu par les chercheurs européens. Plusieurs fossiles de Syngnathidae ont été prélevés dans les gisements de l'Éocène au cœur de cette région, représentant cinq lignées taxonomiques distinctes. Des espèces de Ramphosidae, une famille aujourd'hui éteinte, ont été collectées dans des sites éocènes du Monte Bolca et dans une deuxième localité du Jutland, au Danemark. Il a été suggéré que la famille de Ramphosidae était un groupe frère des Pegasidae existants.

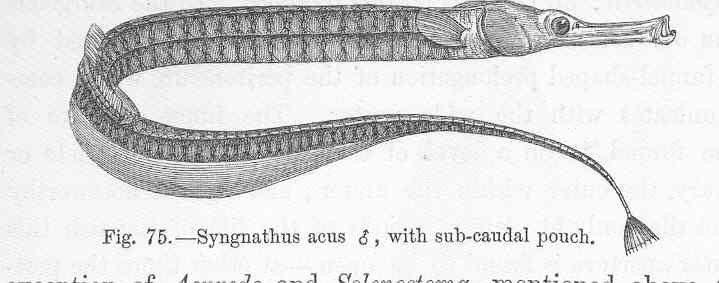
Syngnathus acus

D’autres fossiles découverts au Monte Bolca représentent des lignées syngnathoïdes morphologiquement distinctes, et les chercheurs pensent que Solenorhynchus elegans (Heckel 1853) et Calamostoma breviculum (Agassiz 1833), deux genres éteints de poissons osseux, sont des formes intermédiaires entre les Solenostomidae et les Syngnathidae. Le plus ancien fossile de Syngnathidae serait Prosolenostomus lessenii (Blot 1980), une espèce qui a été placée dans la lignée des Syngnathidae en raison de son absence de nageoires dorsales et pelviennes. Alors que l'âge de Prosolenostomus indique que la famille des Syngnathidae a au moins 50 millions d'années, la grande diversité des fossiles de syngnathides trouvés dans les dépôts de l'Éocène suggère que la famille est probablement antérieure à cette période.

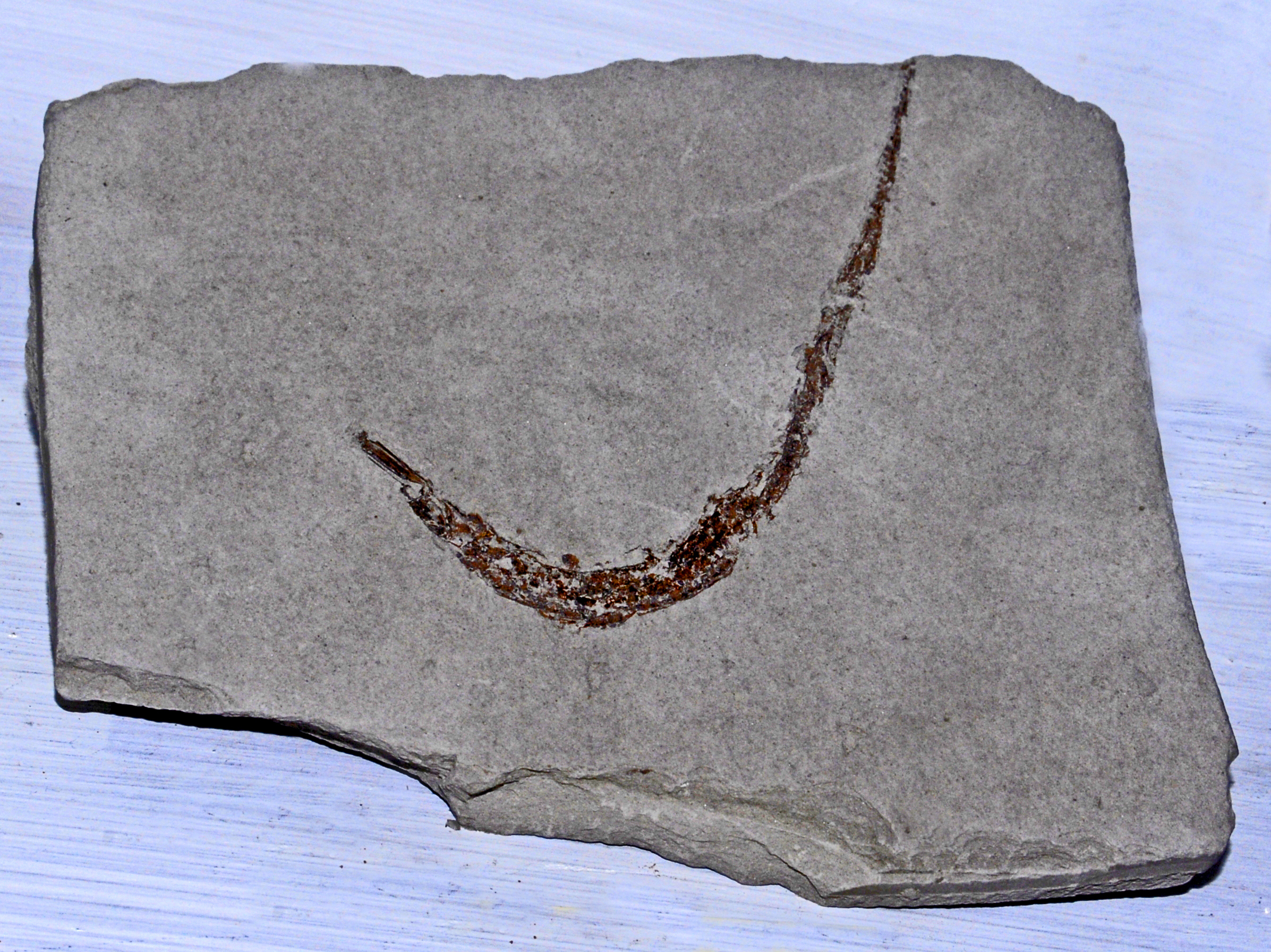
Syngnathus acus datant du Pléistocène retrouvé en Italie

Le genre Syngnathus est celui qui possède la plus riche collection de fossiles parmi tous les genres de Syngnathidae existants. Les plus anciens fossiles de Syngnathus datent du début de l'Oligocène, et le genre possède une collection de fossiles presque ininterrompue depuis cette période jusqu'à nos jours. La plus grande diversité de fossiles de Syngnathus a été trouvée dans les dépôts pré-messiniens de la mer Méditerranée du Miocène. Au moins quatre espèces de Syngnathus étaient présentes dans la mer Méditerranée du Miocène (15 millions d'années), mais les dépôts ultérieurs sont dominés par une seule espèce très répandue, Syngnathus albyi, qui a été collectée dans de nombreux sites autour du bassin moderne de la mer Méditerranée. Syngnathus albyi semble avoir persisté pendant la crise de salinité messinienne en mer Méditerranée, mais il est remplacé dans les gisements plus récents du Pliocène et du Pléistocène par l'actuel Syngnathus acus.

## L'espèce et l'humain

### Les syngnathidés dans l'histoire
Depuis des centaines d’années, les syngnathidés intriguent l’être humain, notamment l’hippocampe pour sa forme étrange et sa tête comparée à celle du cheval. L’hippocampe est à l’origine de nombreuses légendes dans le monde entier, et sa représentation symbolique se perpétue encore aujourd'hui. Autrefois, les Grecs frappaient des pièces de monnaie à son effigie. Plus tard, les Britanniques l’ont utilisé comme symbole de puissance maritime. Aujourd’hui, on le retrouve encore sur de nombreux timbres-poste. Une grande diversité de recettes médicinales à base d’hippocampes ont vu le jour au cours des derniers siècles, comme celle du naturaliste romain Pline l’Ancien, suggérant des cendres de cheval marin à mélanger avec de la graisse et du vinaigre pour prévenir la calvitie.

### Menace et commerce international
Aujourd’hui, ces poissons font l’objet d’un commerce international de grande ampleur. Chaque année, près de 80 pays exportent des dizaines de millions de syngnathidés pour des utilisations diverses et variées. De nombreuses cultures à travers le monde leur ont attribué des vertus, comme par exemple dans la pharmacopée chinoise, où le syngnathidé est considéré comme aphrodisiaque et fortifiant, et également utilisé comme remède traditionnel. L’animal est alors séché et broyé pour obtenir une poudre à mélanger à d’autres composants d’origines animale et végétale. En conséquence, les hippocampes et syngnathes pêchés sont destinés principalement à la confection de recettes médicinales traditionnelles. On les utilise également pour la décoration, la fabrication de porte-bonheur, ou même pour la consommation sous forme de fruits de mer séchés, en décoction ou en tisanes. L’animal est parfois capturé et transporté vivant dans le but d’être introduit dans un aquarium. À l’heure actuelle, le prix au kilo varie autour des 300 euros. En mai 1993, il pouvait monter jusqu’à 850 dollars américains à Hong Kong.

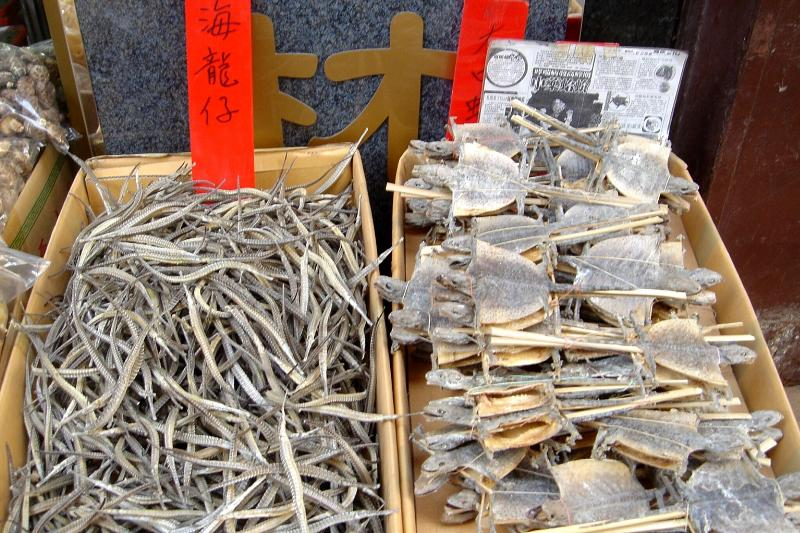
À gauche, un stock de syngnathes séchés en vente dans un marché à Hong Kong.

Les conséquences sont alarmantes. Depuis ces vingt dernières années, les syngnathidés voient leur nombre décliner spectaculairement, et principalement dans les zones côtières. Les volumes d’exportations illégales d’hippocampes sont très importants. En février 2015, par exemple, près de 19 000 hippocampes déshydratés ont été saisis par les douanes françaises à l’aéroport de Roissy. La livraison provenait de Madagascar à destination de Hong Kong. En 2005, ce ne sont pas moins de 35 000 hippocampes qui ont été saisis dans des sacs plastiques, provenant de Conakry à destination de la province de Fujian en Chine. En septembre 2019, une saisie record au Pérou a été annoncée, où plus de 12 millions d’hippocampes séchés et compressés ont été découverts dans des sacs à destination de la Chine. La grande majorité de ces animaux proviennent de prises accessoires, pêchés avec des engins de pêche non sélectifs, y compris les chaluts de fonds, à des niveaux non durables.
En Méditerranée, 15% des syngnathidés sont considérés comme presque menacés, ce qui signifie qu'ils risquent l’extinction si la situation ne s'améliore pas. Notons que le cas n'a pas encore été étudié pour toutes les espèces, et que de nombreuses études sont en cours ou doivent être lancées. Cette menace et le déclin de certaines populations s'expliquent, d'une part, par la destruction à grande échelle de leurs habitats causés par le développement côtier et les engins de pêche destructeurs tels que les chaluts et les dragues, et d'une autre part, par le commerce international de cette famille de poissons, principalement convoitée par la médecine traditionnelle chinoise.

### Protection
Depuis 2002, la famille des syngnathidae est inscrite à la Convention sur le commerce international des espèces de faune et de flore sauvages menacées d'extinction (CITES) et le commerce international de ces animaux marins est depuis réglementé. De cette manière, les pays signataires doivent s'assurer que ce type de commerce ne nuise aux populations concernées. Seuls les syngnathidés pêchés de manière durable et dont la source est traçable peuvent se retrouver sur les marchés.
Mais en 2018, deux biologistes de l'Université de Colombie-Britannique ont publié une étude dans le journal scientifique Marine Policy démontrant que cette protection ne fonctionne pas. Malgré les interdictions de pêches non-durables aux hippocampes et syngnathes, celles-ci ont continué de manière illégale, désormais sous forme de contrebande. Entre 2016 et 2017, ces mêmes chercheurs ont interrogé près de 220 commerçants de Hong Kong quant à l'origine de leurs stocks de syngnathidés. Ils ont ainsi découvert que 95 % de ces animaux séchés provenaient de Thaïlande, des Philippines, de l’Indonésie, de l’Inde, de la Malaisie et du Vietnam, des pays qui ont pourtant interdit l'exportation des hippocampes et syngnathes. Ils en viennent à la conclusion que la réglementation du commerce des syngnathidés est inefficace et que de nouvelles mesures doivent être prises pour protéger cette famille.
En France, des projets visant à protéger les hippocampes et les syngnathes ont vu le jour au cours de ces dernières années. L'Union internationale pour la conservation de la nature (UICN) a, par exemple, préparé un programme de protection destiné aux espèces de la famille des Syngnathidae, qu'elle proposera au prochain Congrès mondial de la nature de l'UICN à Marseille en 2021.  L'association Peau-Bleue a également lancé un programme d'enquête participative sur les hippocampes et les syngnathes, dans le but de récolter des informations quantifiables sur leurs habitats et de faire connaître davantage ces différentes espèces.
À l'échelle mondiale, il existe de nombreuses associations de protection des syngnathidés, telle que Project Seahorse. Celle-ci a récemment lancé une application appelée iSeaHorse. Cette application permet à n'importe qui de contribuer à la science et la protection des hippocampes en partageant ses observations d'hippocampes sauvages. Cela permet à la communauté scientifique de Project Seahorse de mieux comprendre les comportements et la répartition des différentes espèces à travers le globe. L'association travaille avec les gouvernements de différents pays dans la mise en place d'action de conservation et d'outils de management des populations par le bais de conseils scientifiques et techniques. De plus, elle promeut des pratiques de pêche durable ainsi que la création de zones marines protégées pour les hippocampes, avec la mise en place de patrouille et de maison de contrôle. Le plus grand d'entre eux se situe à Sinandigan aux Philippines et mesure 245 hectares.

## Dernières recherches sur les Syngnathes

### Mai 2020
Les hippocampes seraient sensibles à certains composés chimiques utilisés par les activités humaines et qui se retrouveraient à des fortes concentrations sur des sites côtiers. Un composé chimique en question est le α-ethinylestradiol (EE2), produit contraceptif utilisé aussi dans les aquacultures, qu’on a retrouvé dans les eaux méditerranéennes . Une étude a ressorti que ce médicament pouvait, à de faibles concentrations, provoquer des problèmes de croissance chez les hippocampes (l’espèce Hippocampus guttulatus est celle étudiée dans l’étude) et leur système endocrinien. Les résultats furent qu’en présence du contraceptif, le poids des individus diminuait d’environ un cinquième mais leur taux de mortalité augmentait d’un quart.
Après 30 jours d’observations d’hippocampes exposés à des concentrations de 21ng/L de EE2, les auteurs de l’étude ont observé  que les individus mâles avaient subi une démasculinisation  Ce manque d’hormones a un impact sur la maturation et la différenciation sexuelle de ces jeunes hippocampes qui, deux mois après leur naissance,  ne se distinguaient plus morphologiquement entre mâles et  femelles.

## Liste des sous-familles et des genres respectifs
Selon World Register of Marine Species (15 octobre 2014) :
- sous-famille Hippocampinae
  - genre Hippocampus Rafinesque, 1810
  - genre Histiogamphelus McCulloch, 1914
- sous-famille Syngnathinae
  - genre Acentronura Kaup, 1853
  - genre Anarchopterus Hubbs, 1935
  - genre Apterygocampus Weber, 1913
  - genre Bhanotia Hora, 1926
  - genre Bryx Herald, 1940
  - genre Bulbonaricus Herald in Schultz, Herald, Lachner, Welander et Woods, 1953
  - genre Campichthys Whitley, 1931
  - genre Choeroichthys Kaup, 1856
  - genre Corythoichthys Kaup, 1853
  - genre Cosmocampus Dawson, 1979
  - genre Doryichthys Kaup, 1853
  - genre Doryrhamphus Kaup, 1856
  - genre Dunckerocampus Whitley, 1933
  - genre Enneacampus Dawson, 1981
  - genre Entelurus Duméril, 1870
  - genre Festucalex Whitley, 1931
  - genre Filicampus Whitley, 1948
  - genre Halicampus Kaup, 1856
  - genre Haliichthys Gray, 1859
  - genre Heraldia Paxton, 1975
  - genre Hippichthys Bleeker, 1849
  - genre Hypselognathus Whitley, 1948
  - genre Ichthyocampus Kaup, 1853
  - genre Kaupus Whitley, 1951
  - genre Kimblaeus Dawson, 1980
  - genre Leptoichthys Kaup, 1853
  - genre Leptonotus Kaup, 1853
  - genre Lissocampus Waite et Hale, 1921
  - genre Maroubra Whitley, 1948
  - genre Micrognathus Duncker, 1912
  - genre Microphis Kaup, 1853
  - genre Minyichthys Herald et Randall, 1972
  - genre Mitotichthys Whitley, 1948
  - genre Nannocampus Günther, 1870
  - genre Nerophis Rafinesque, 1810
  - genre Notiocampus Dawson, 1979
  - genre Penetopteryx Lunel, 1881
  - genre Phoxocampus Dawson, 1977
  - genre Phycodurus Gill, 1896
  - genre Phyllopteryx Swainson, 1839
  - genre Pseudophallus Herald, 1940
  - genre Pugnaso Whitley, 1948
  - genre Siokunichthys Herald in Schultz, Herald, Lachner, Welander et Woods, 1953
  - genre Solegnathus Swainson, 1839
  - genre Stigmatopora Kaup, 1853
  - genre Stipecampus Whitley, 1948
  - genre Syngnathoides Bleeker, 1851
  - genre Syngnathus Linnaeus, 1758
  - genre Trachyrhamphus Kaup, 1853
  - genre Urocampus Günther, 1870
  - genre Vanacampus Whitley, 1951

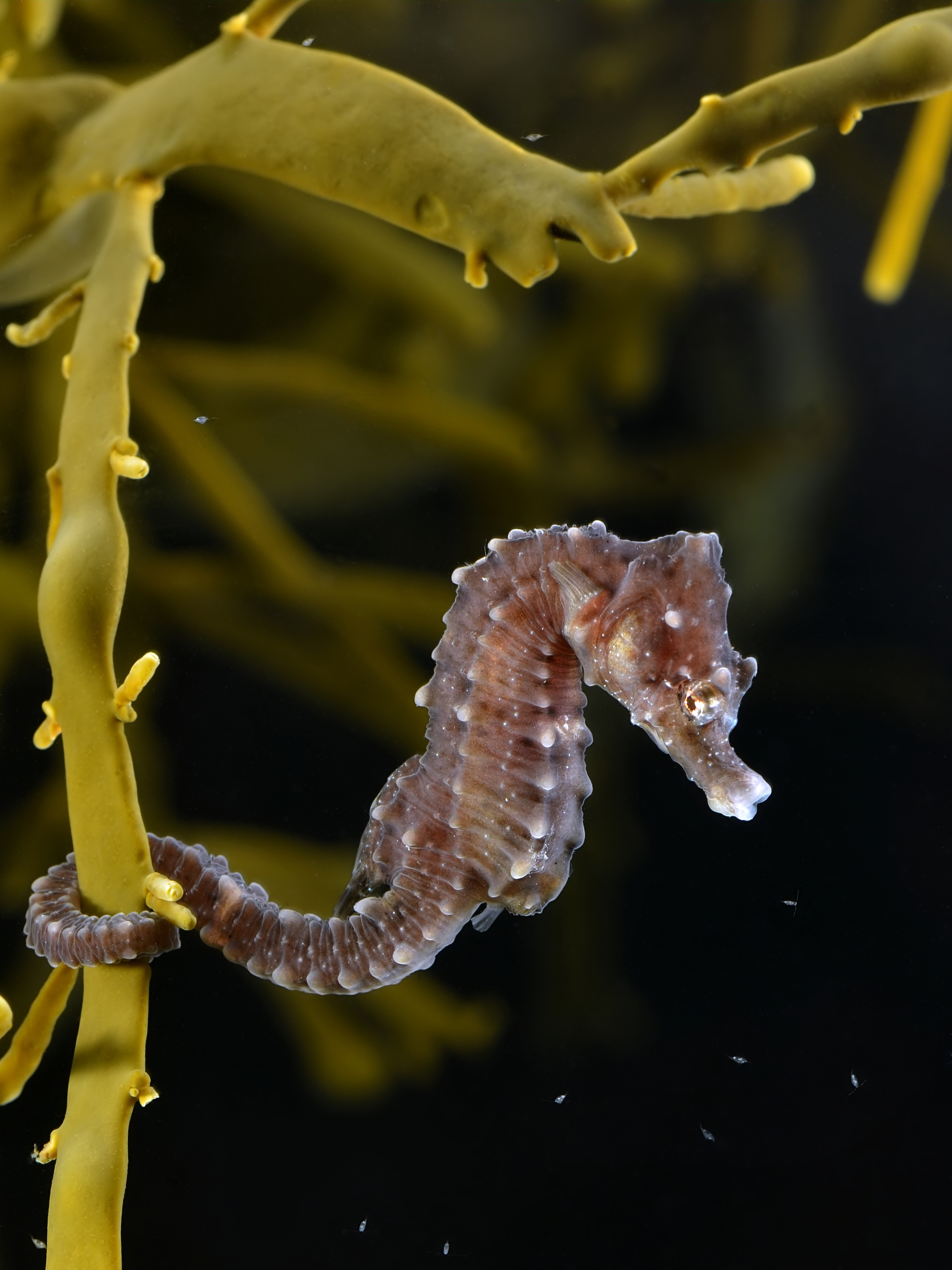
Hippocampus hippocampus
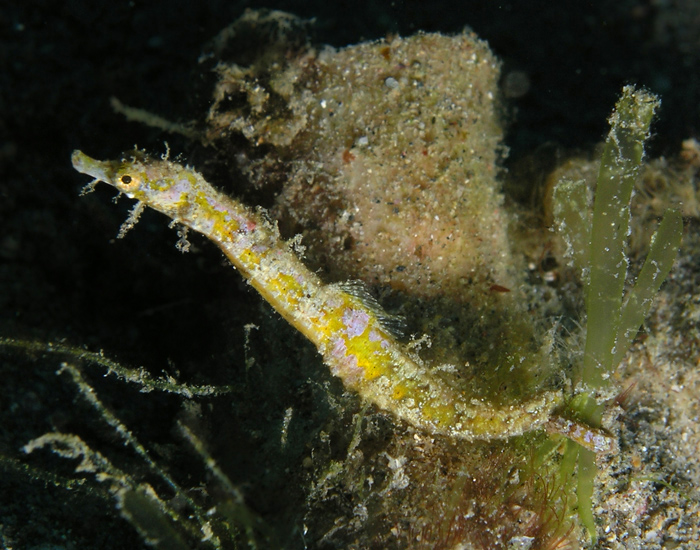
Acentronura tentaculata
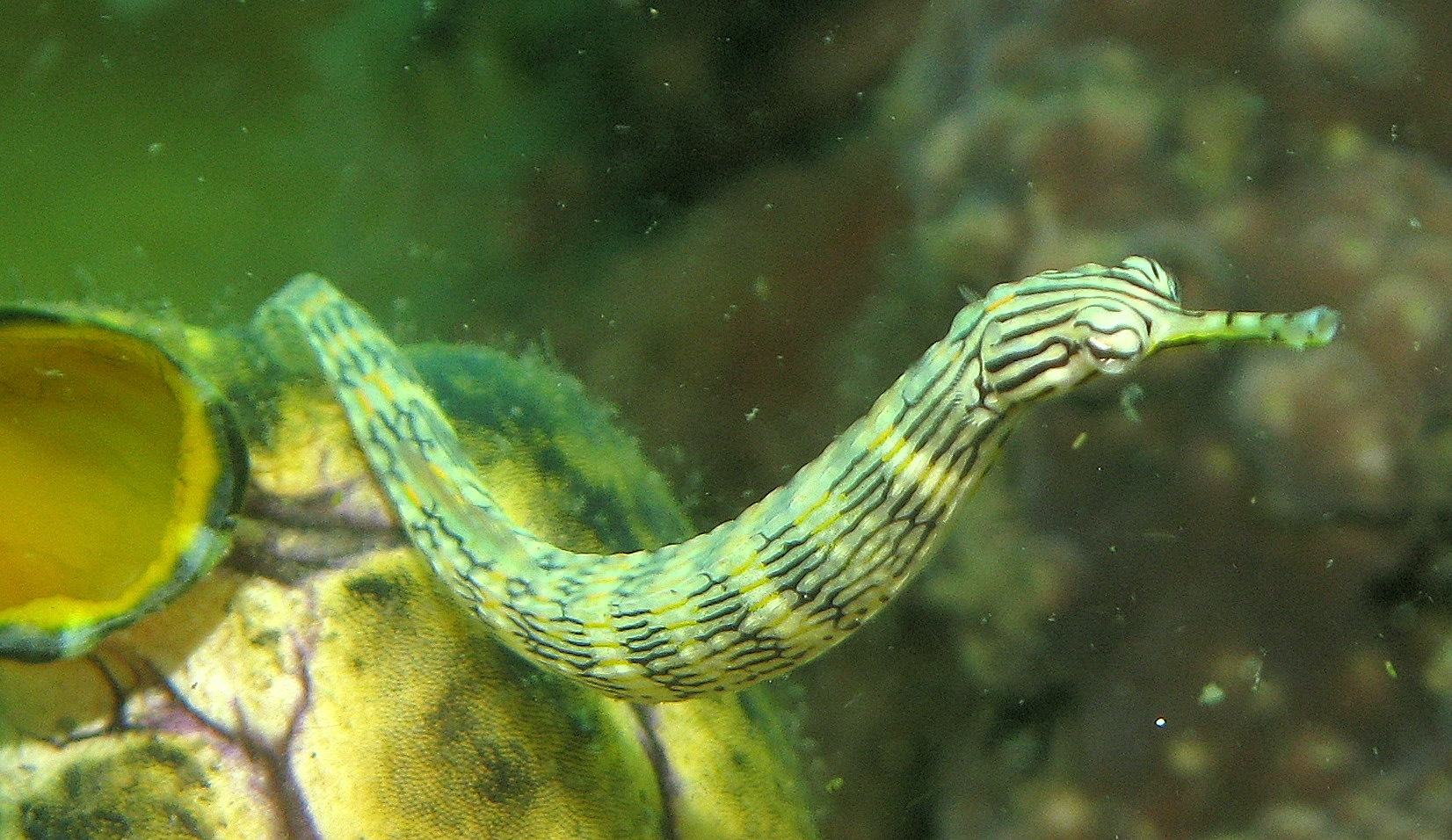
Corythoichthys haematopterus
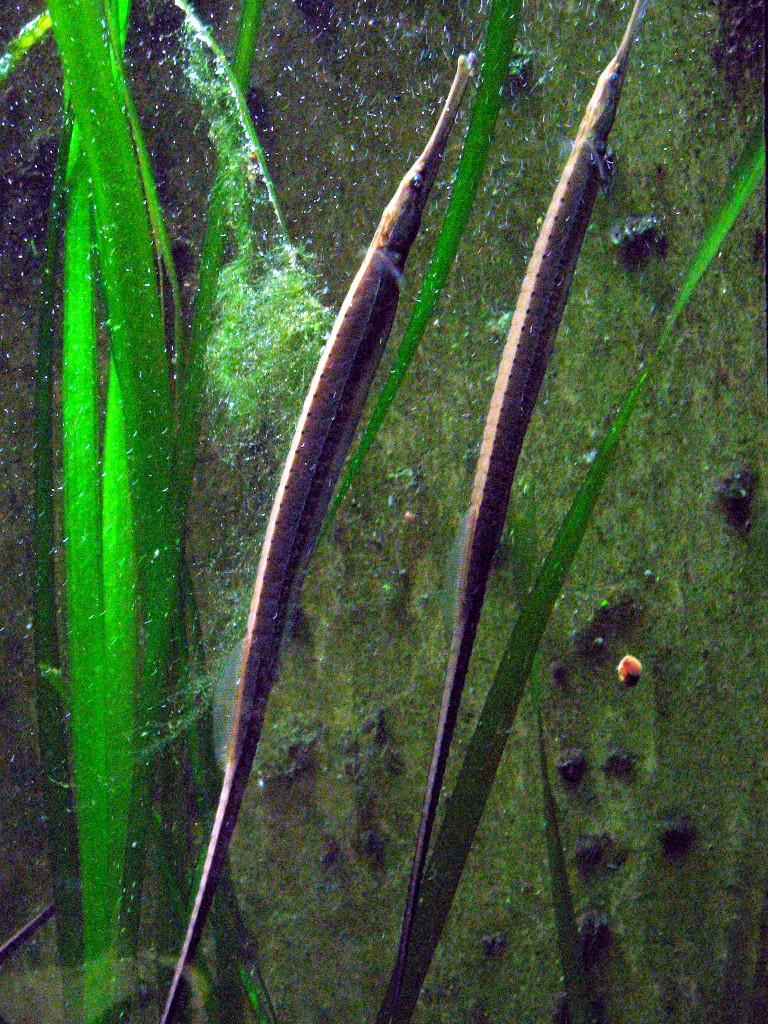
Doryichthys boaja
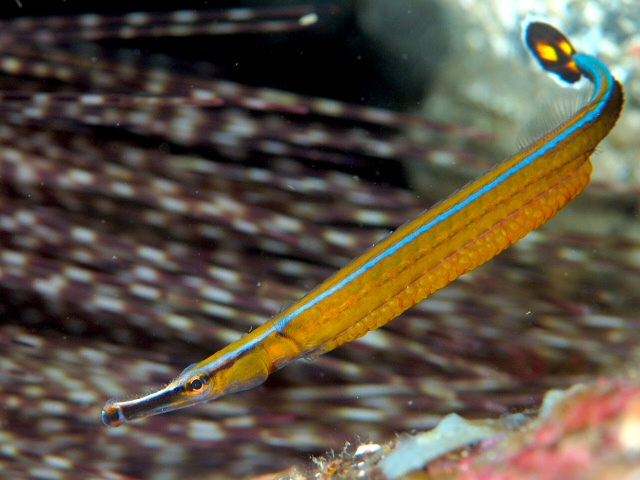
Doryrhamphus japonicus
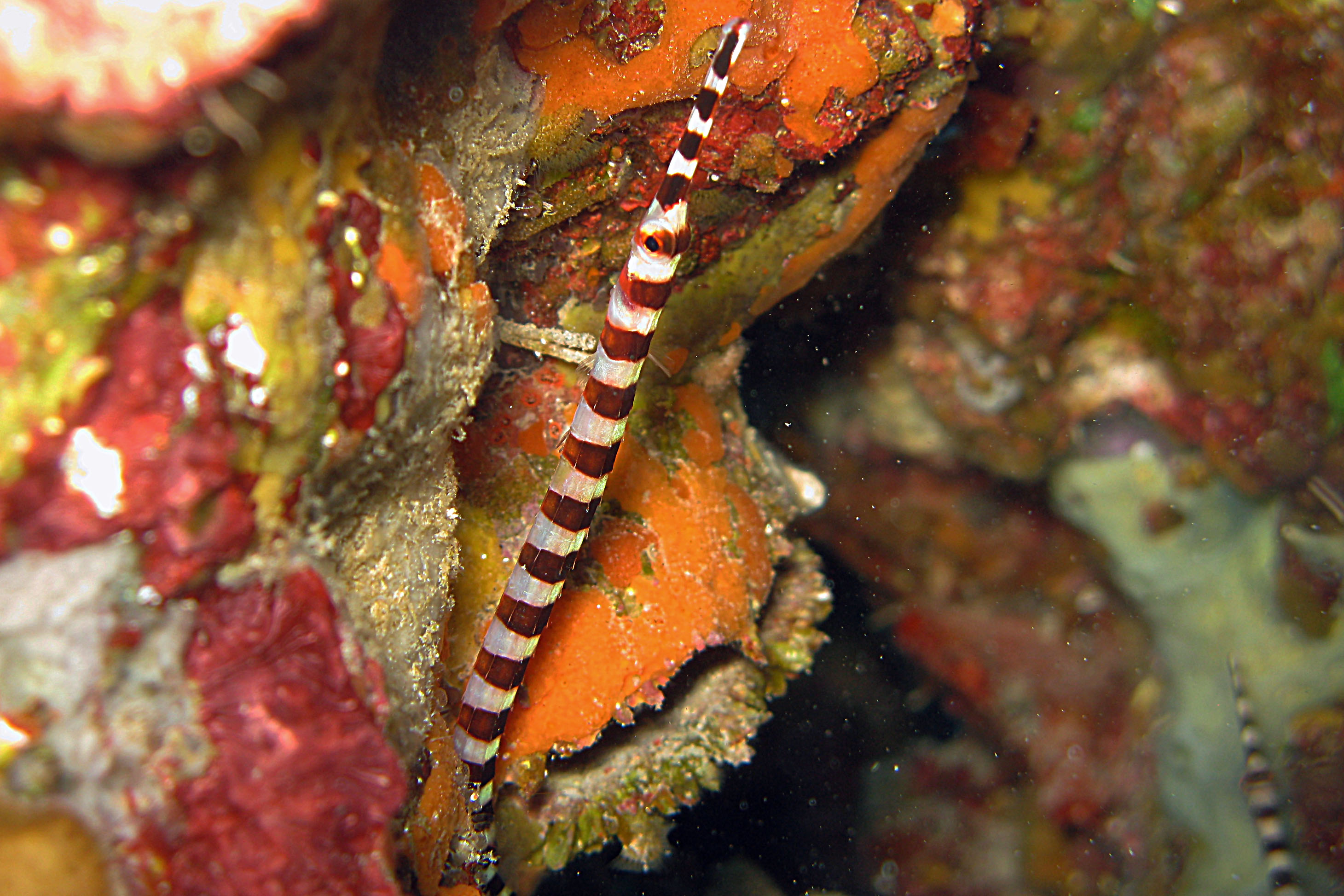
Dunckerocampus boylei
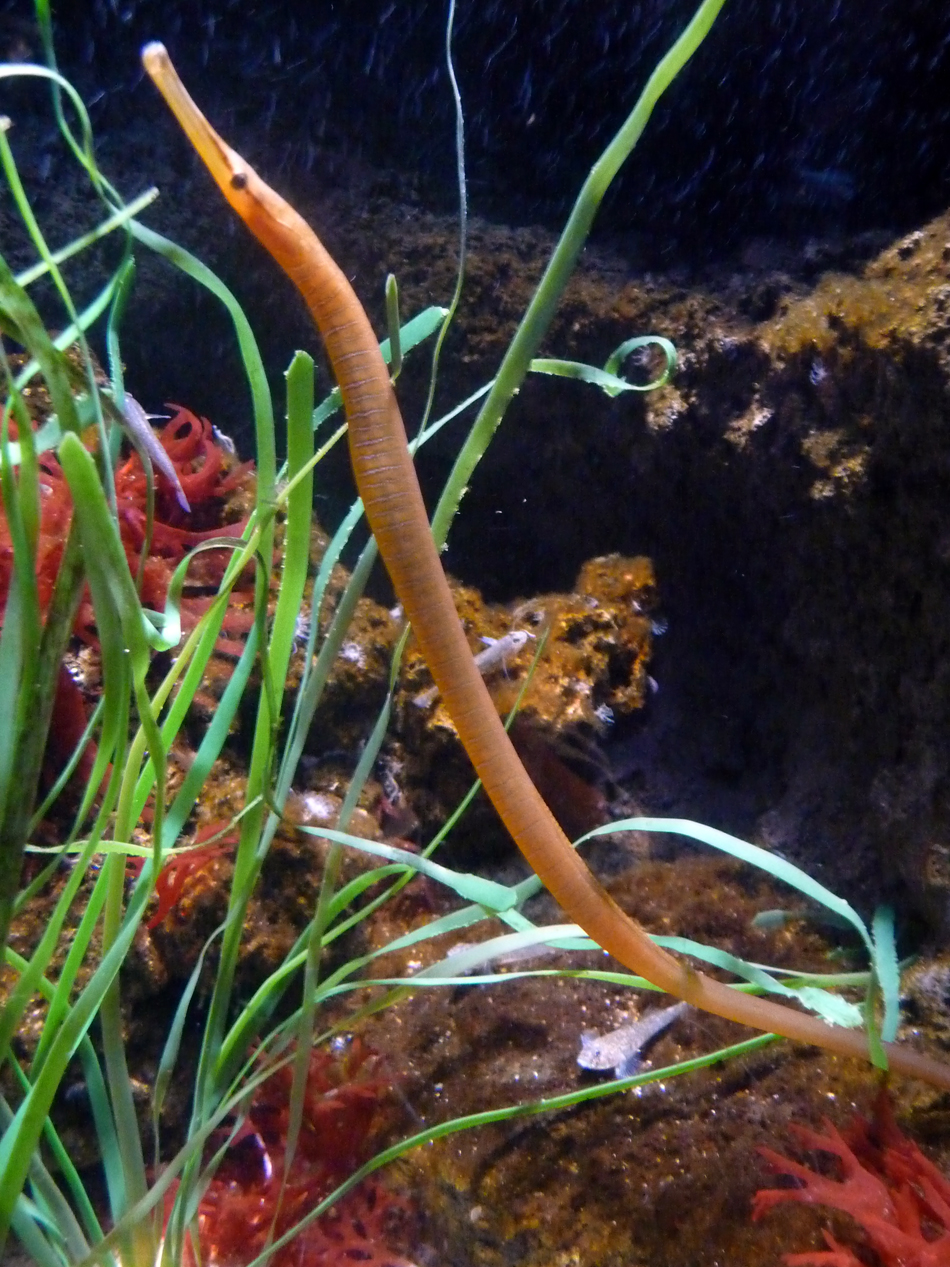
Entelurus aequoreus
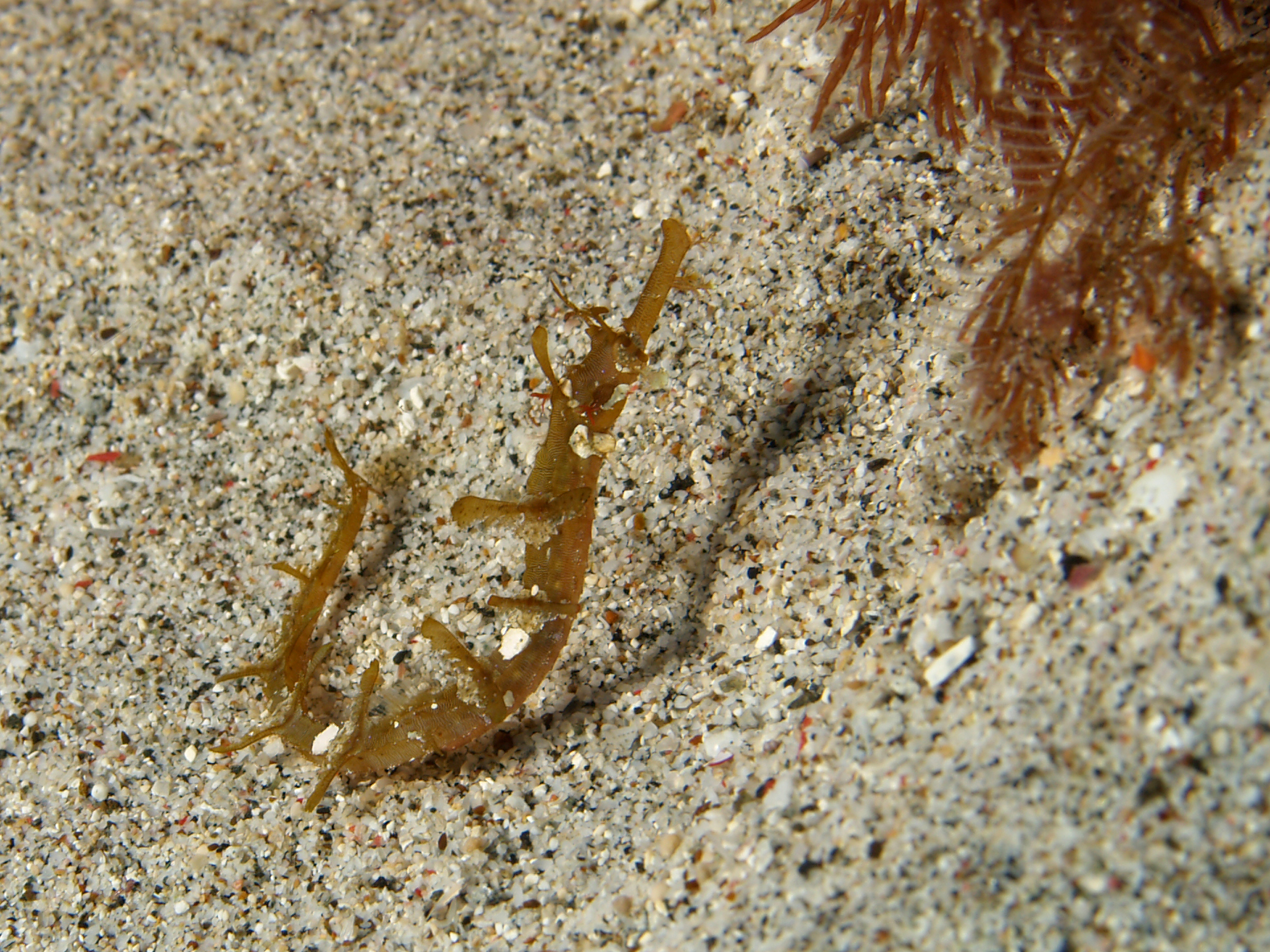
Halicampus macrorhynchus
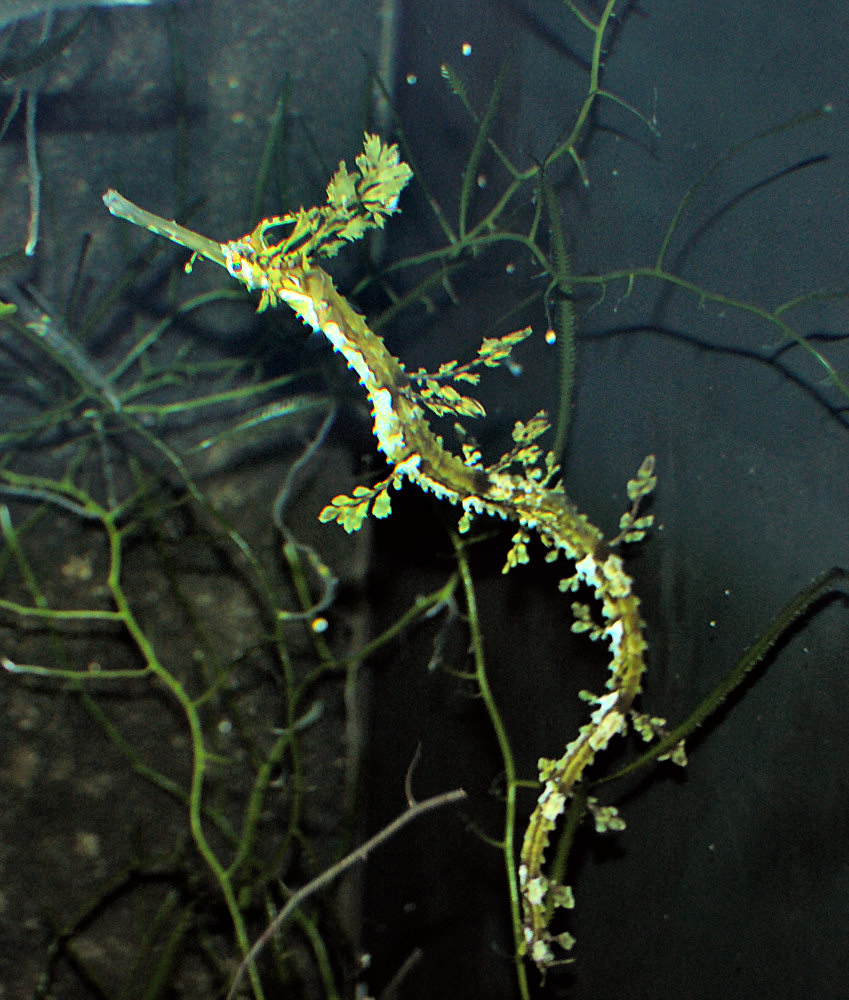
Haliichthys taeniophorus
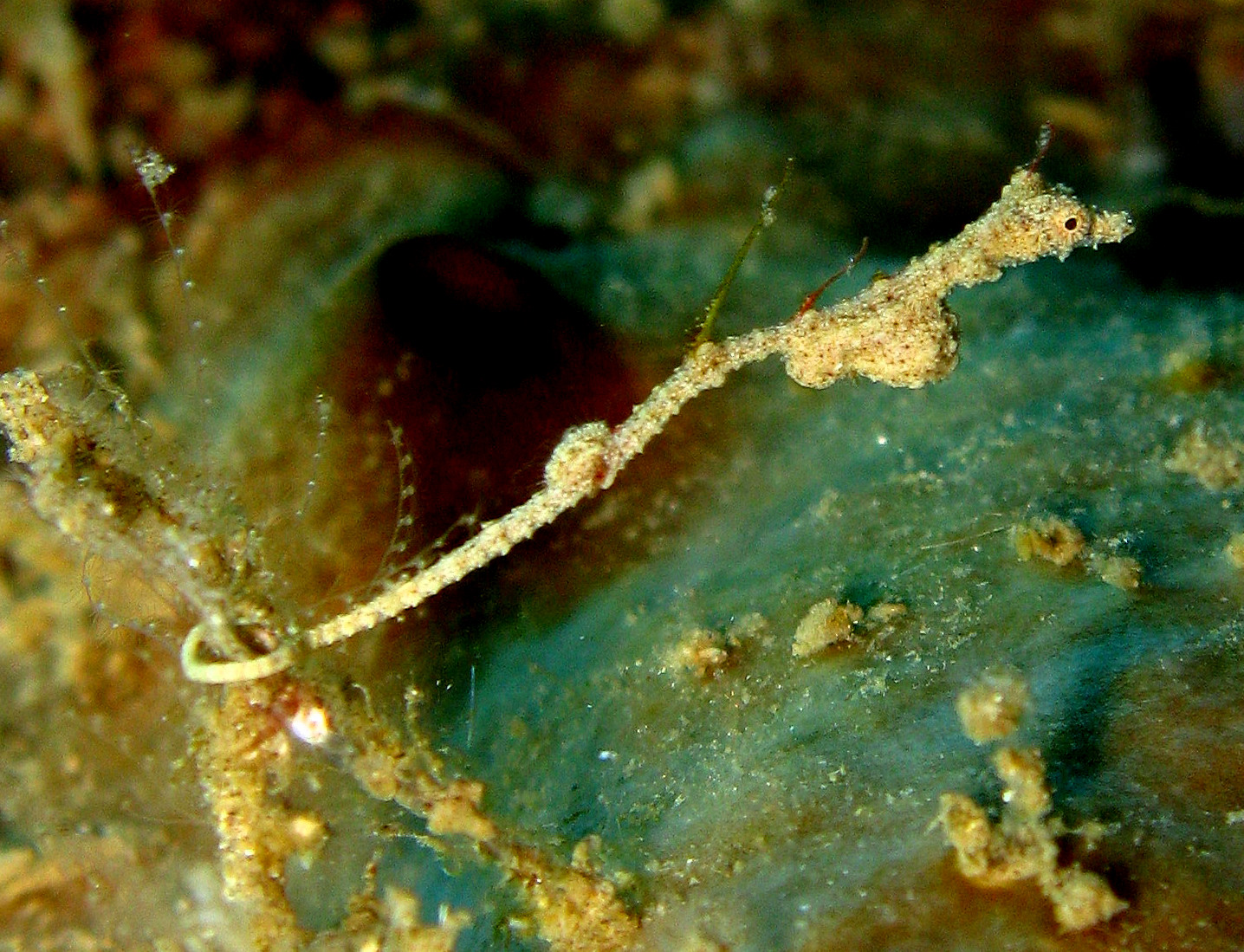
Kyonemichthys rumengani
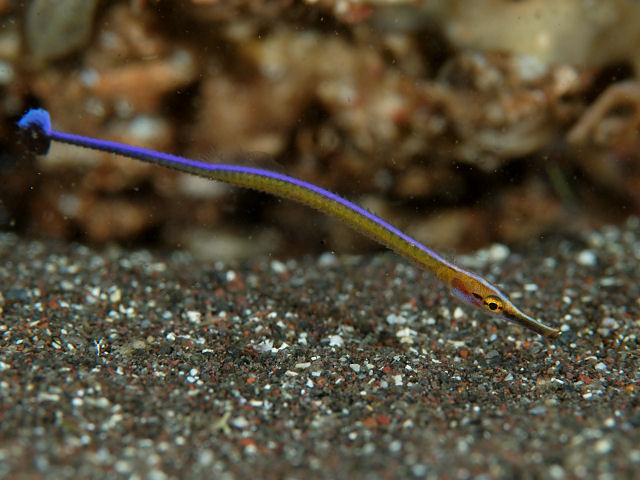
Maroubra yasudai
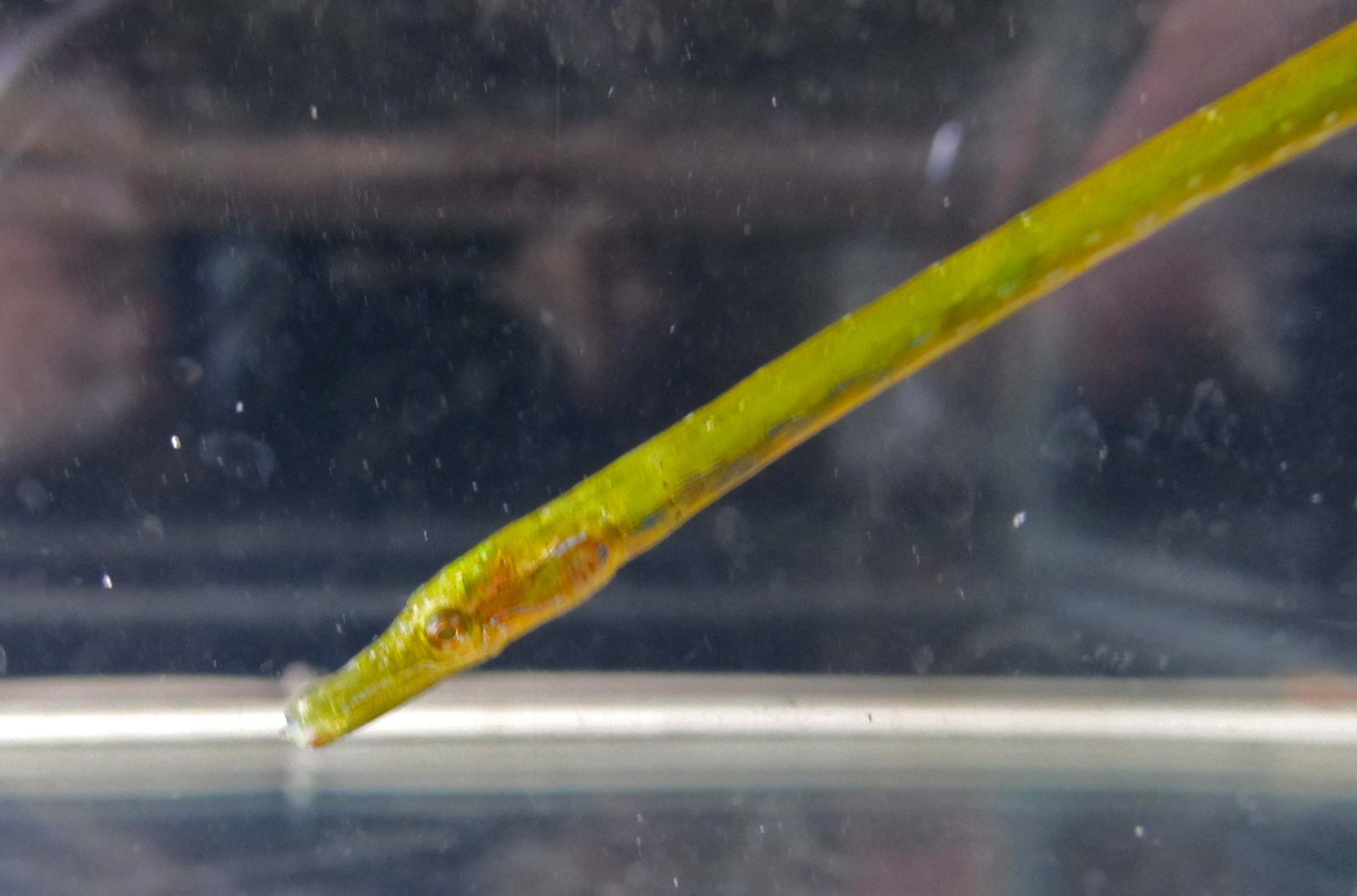
Nerophis ophidion
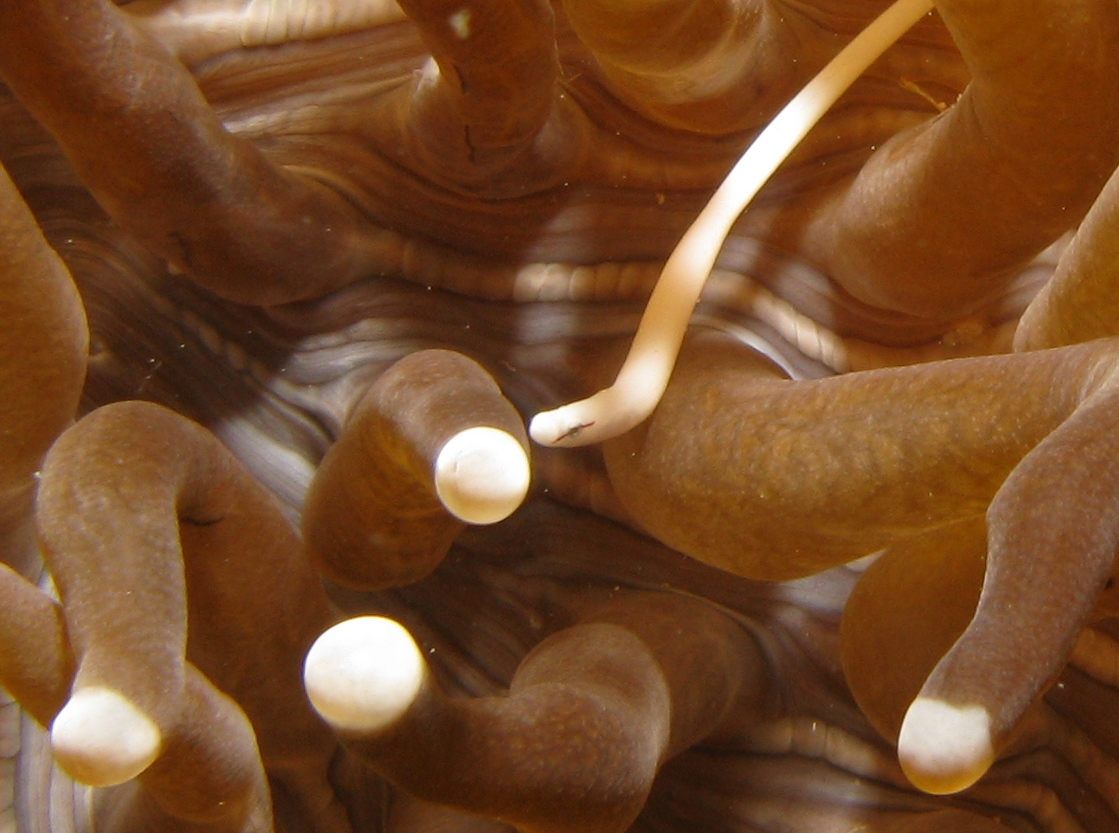
Siokunichthys nigrolineatus
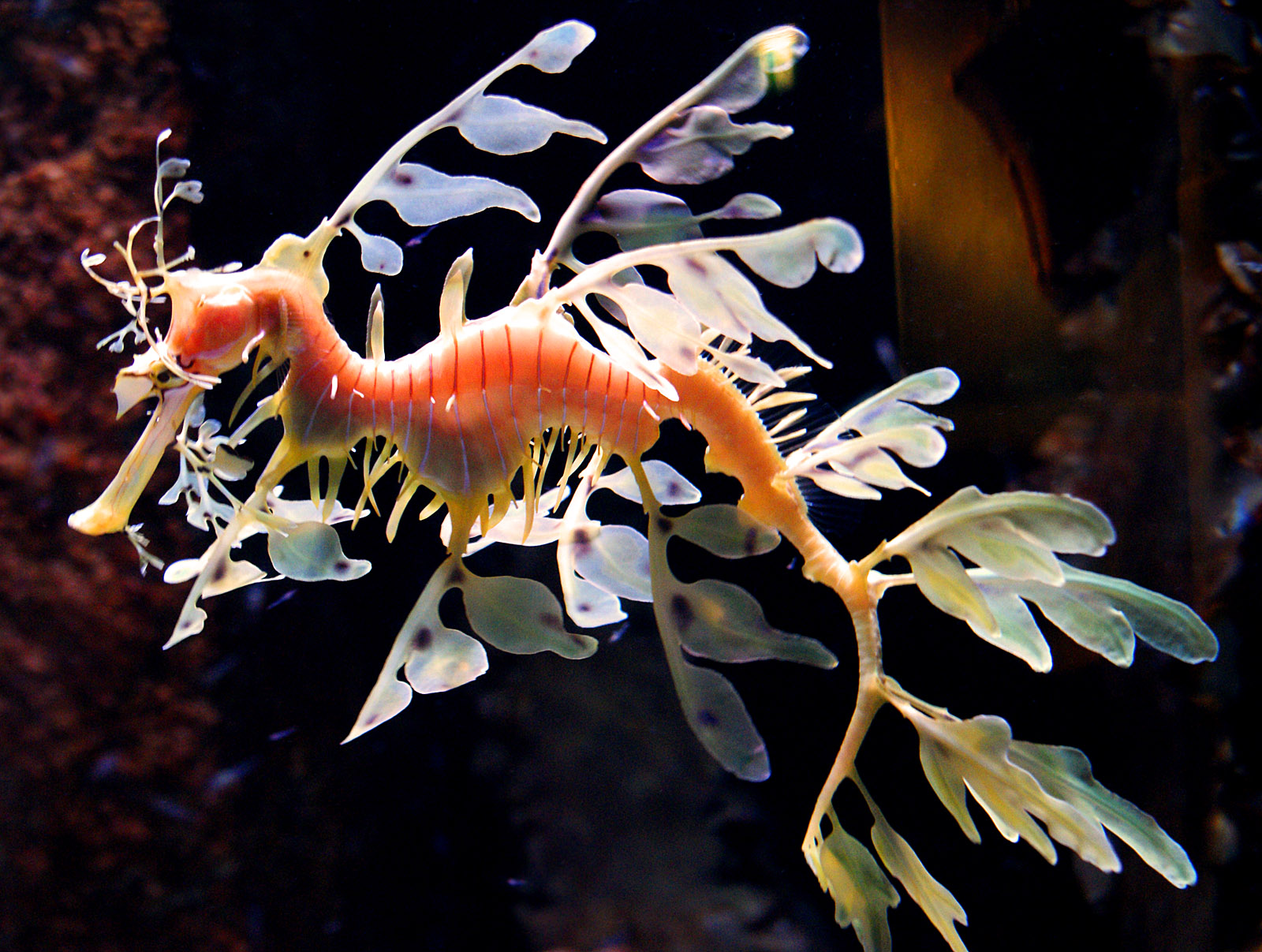
Phycodurus eques
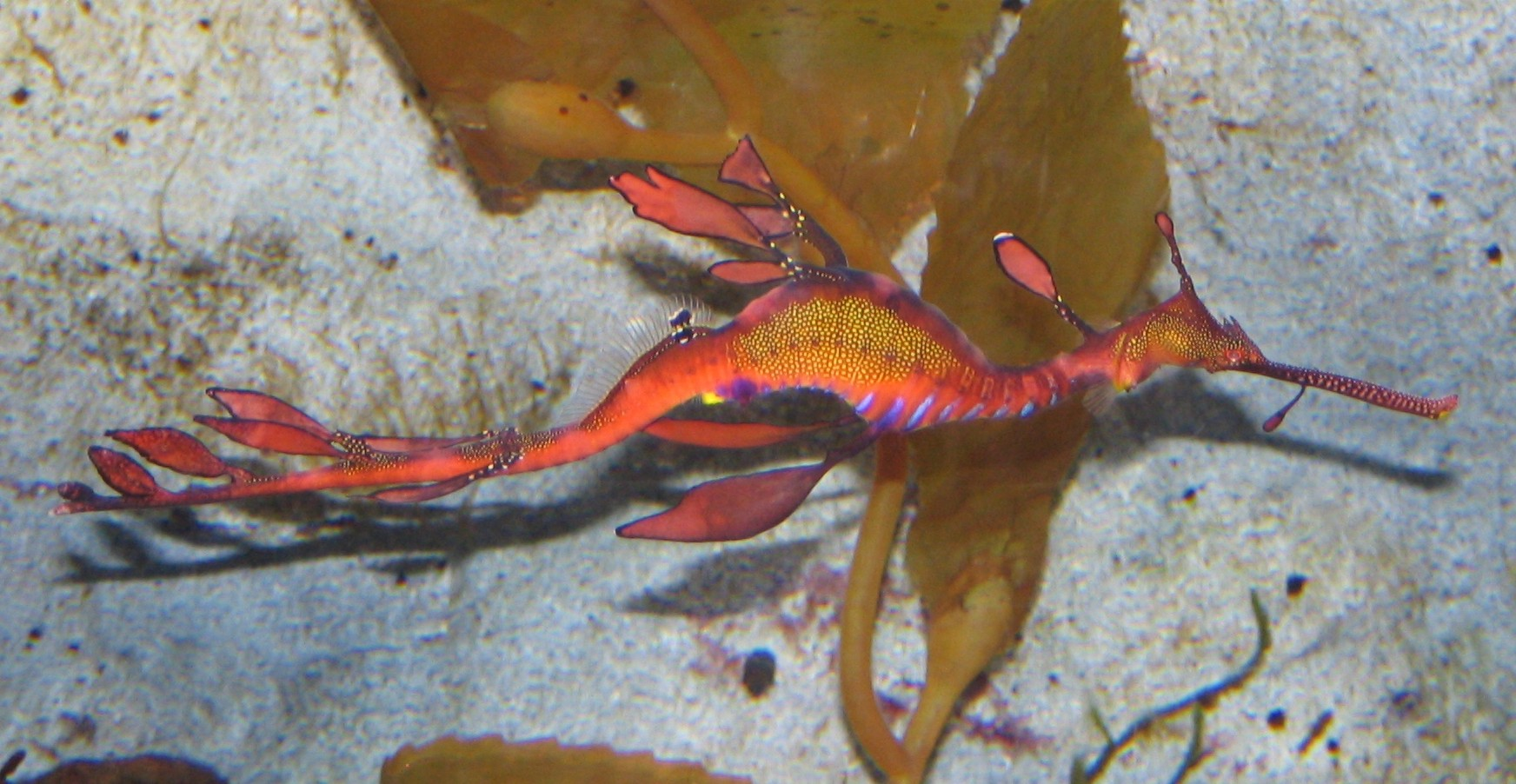
Phyllopteryx taeniolatus
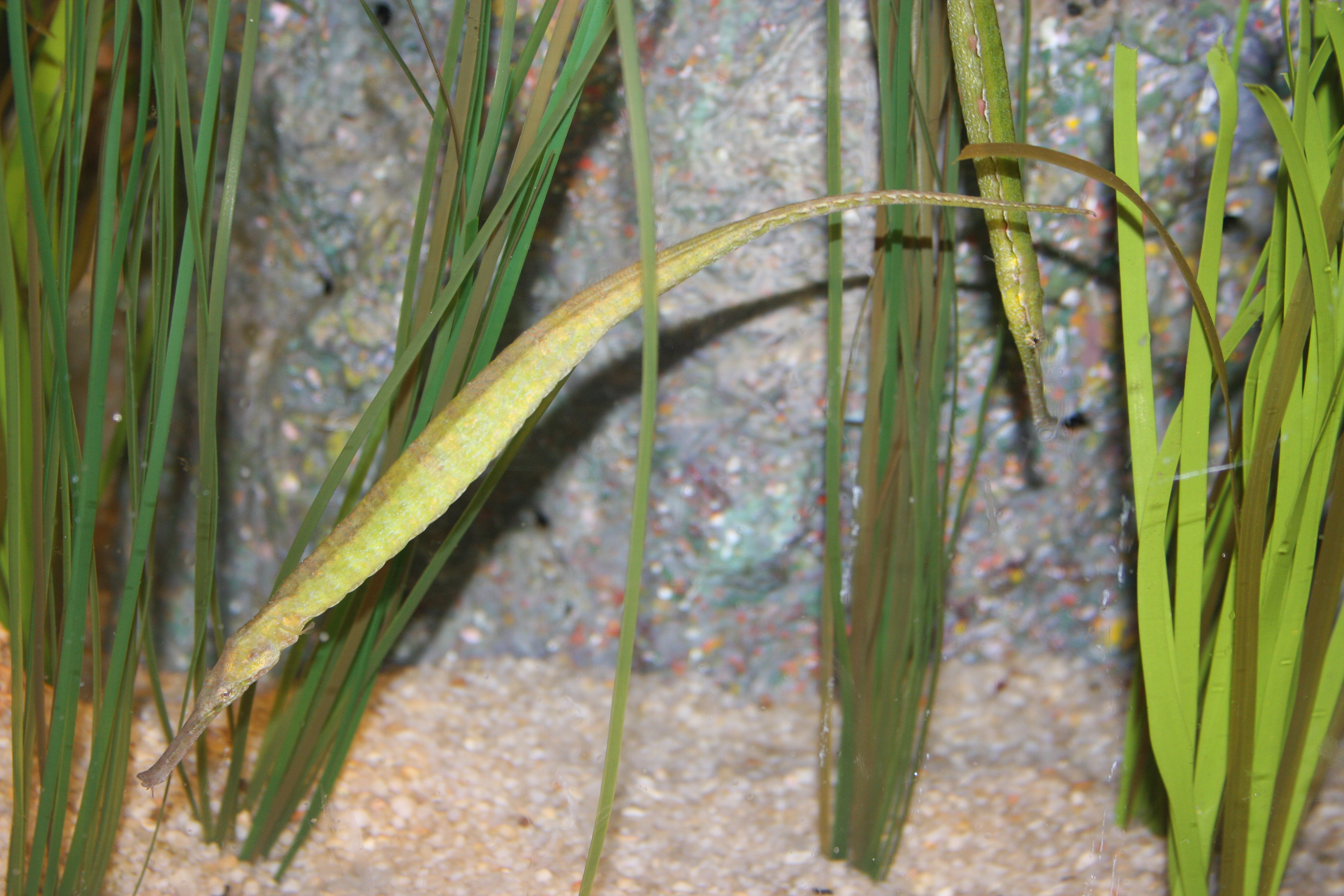
Syngnathoides biaculeatus
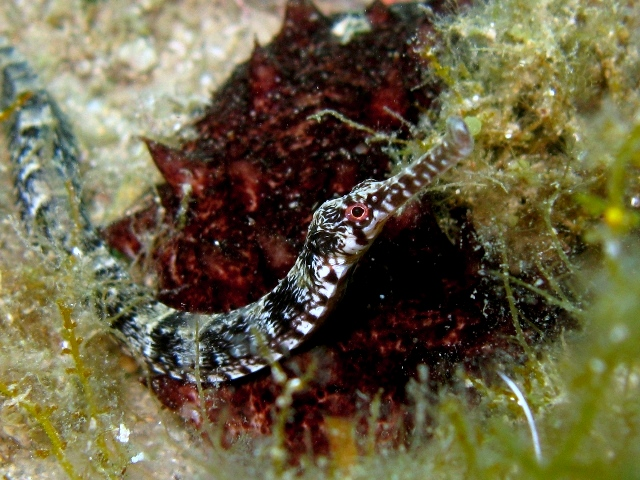
Syngnathus acus
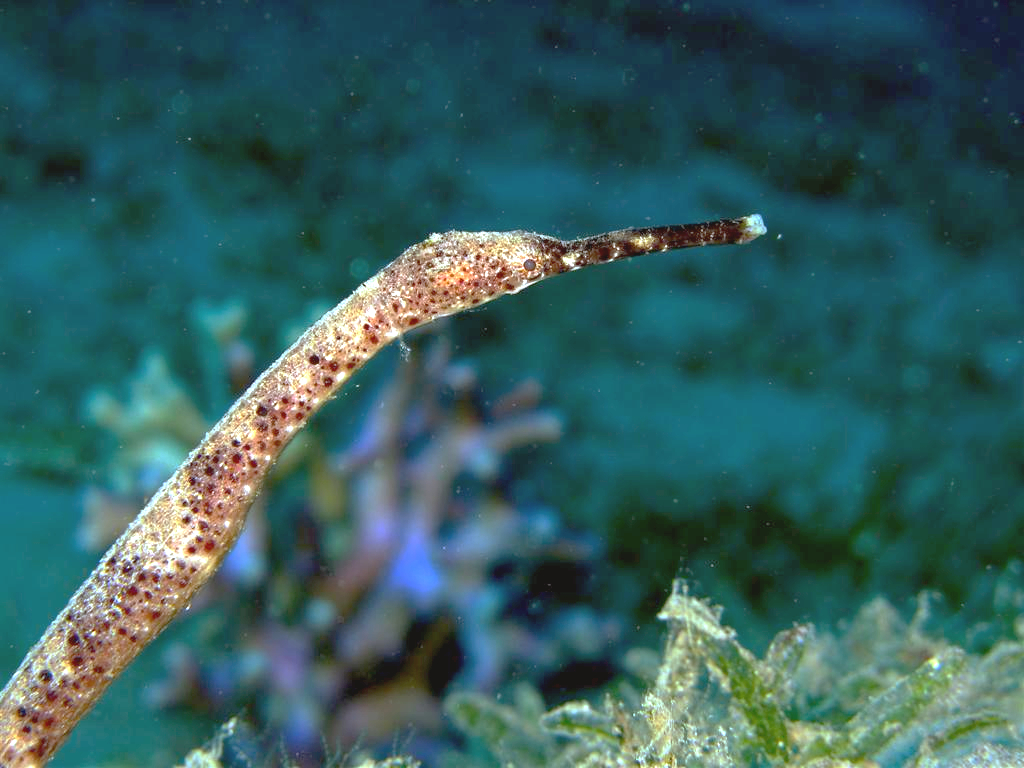
Trachyrhamphus bicoarctatus
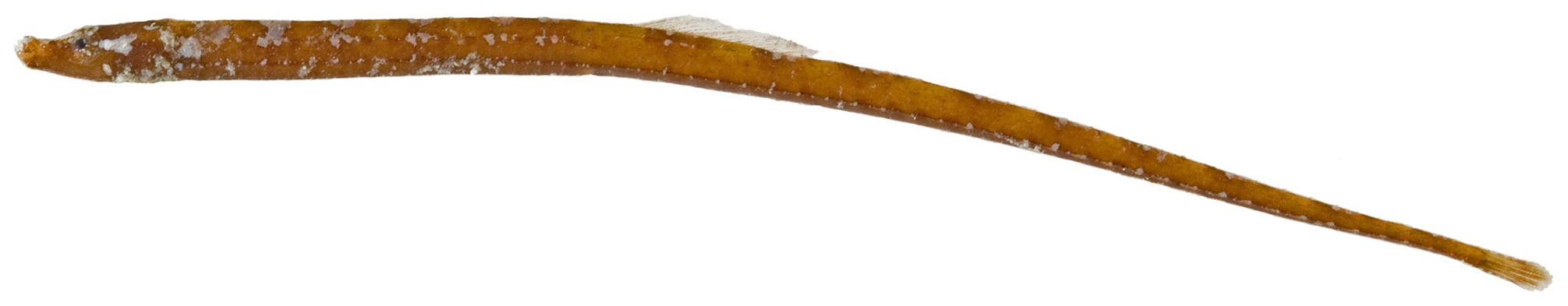
Bryx randalli
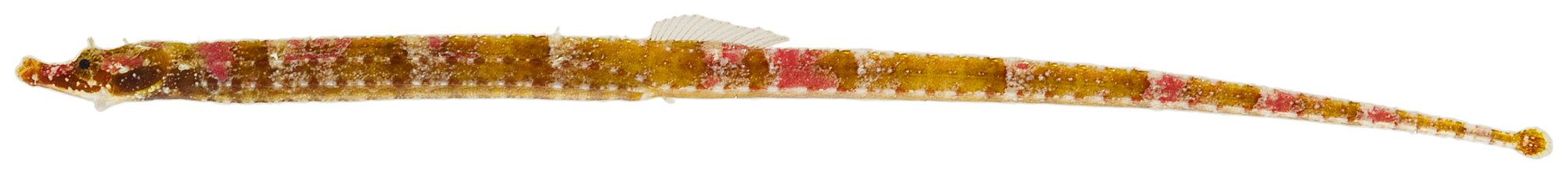
Micrognathus crinitus